# Судья Ди
Судья Ди (англ. Judge Dee, нидерл. Rechter Tie) — главный герой детективных произведений нидерландского дипломата и синолога Роберта ван Гулика. Прототипом послужил реальный сановник VII века Ди Жэньцзе, прославившийся, в том числе, расследованием преступлений. В период 1949—1968 годов Робертом ван Гуликом были опубликованы 14 романов, две повести и восемь рассказов о судье Ди и его помощниках, которые изначально создавались на английском языке. В произведениях ван Гулика охвачен период жизни судьи, когда он служил наместником в различных городах и округах танского Китая (в те времена наместники сочетали в одном лице функции законодательной, исполнительной и судебной власти). Вначале судью сопровождает только старый советник Хун Лян. В романе «Убийства гвоздями» (1961) преступник лишает жизни советника Хуна. В романе «Золото Будды» (1959) судья приобретает двух верных помощников, — бывших разбойников Цзяо Тая и Ма Жуна, а в романе «Убийство на озере» (1960) к команде судьи присоединяется раскаявшийся мошенник и шулер Дао Гань. Судья Ди заканчивает свою романную карьеру в должности наместника имперской столицы, а его помощники получают высокие чиновные звания. В романе «Убийство в Кантоне» (1966) Цзяо Тай погиб от меча судьи, что было несколько раз предсказано ему в предыдущих произведениях.
Роберт ван Гулик, являясь высокопоставленным дипломатом и серьёзным учёным-востоковедом, заинтересовался традиционным жанром «судебной» беллетристики, который возник в Китае в XV веке. Приобретённый им в Токио экземпляр анонимного романа XVIII века «Знаменитые дела судьи Ди» отвечал, по мнению исследователя, привычным для западного читателя признакам детективного жанра. В предисловии автор-переводчик писал, что был возмущён засильем переводных низкокачественных детективов на рынке Японии и Гонконга, и рассчитывал, что читатели и писатели Востока заново откроют для себя богатейшую традицию китайского детектива. Роберт ван Гулик хотел противопоставить аутентичного китайского судью-детектива вымышленным персонажам массовой литературы того времени — доктору Фу Манчу Сакса Ромера и Чарли Чану Дерра Биггерса. Английский перевод ван Гулика, напечатанный в 1949 году, был распродан, но не вызвал резонанса. Автор продолжил эксперимент, написав в 1950—1958 годах пять романов, которые рассматривались им как подстрочник для перевода на китайский и японский языки, поэтому имитировали стилистику и литературные особенности традиционного китайского жанра. В 1958—1967 годах ван Гулик написал ещё девять объёмных романов и повестей и восемь новелл. Писатель создал единую хронологию карьеры литературного судьи Ди и раскрытых им дел; сюжеты новых книг соотносились с этим реестром. В текстах второй группы автор уже не так последовательно имитировал китайский стиль, смелее экспериментировал с психологией героев.
Источниками сюжетов обычно служили китайские романы эпох Мин и Цин, а также средневековый судебный трактат «Тан инь би ши». Судья Ди романов ван Гулика был полностью вымышленным персонажем, для которого автор разработал все детали биографии. Ван Гулик представлял его образ как компромисс между «конфуцианским сверхчеловеком», диктуемым традицией, и живым персонажем. В известном смысле, это был автобиографический образ. Имена ближайших помощников судьи — Цзяо Тая, Ма Жуна, Дао Ганя и советника Хуна, перешли в цикл ван Гулика из оригинального китайского романа, но их образы подверглись существенной трансформации. Старокитайские культурные реалии были вписаны ван Гуликом в шаблон западного «крутого детектива». Расследование ведётся на рациональных основаниях, читатель завлекается тематикой «роковой женщины», насилия и сексуальности. Эти особенности делают китайские реалии понятными для потенциальных западных читателей. Китайскую и японскую аудиторию ван Гулик привлекал модернизацией традиционного жанра, введя арсенал понятий западной психологии и сексологии для обоснований мыслей и действий героев. Выполненные автором иллюстрации обычно основывались на прототипах из минских изданий, имевшихся в его личной библиотеке. Роберт ван Гулик помещал в каждую из своих книг как минимум одно изображение обнажённой женщины Востока, что было, отчасти, данью моде времён «сексуальной революции», а также способствовало продажам. Несмотря на всё перечисленное, немецкий библиограф Хартмут Валравенс отмечал, что романы основаны на подлинных судебных случаях и построены на солидной китаеведческой базе, поэтому являются отличным введением в традиционную китайскую культуру для самых широких читательских слоёв.
В 1960—1970-е годы романы ван Гулика пользовались популярностью в Нидерландах, где выходили в переводах самого автора, но затем были прочно забыты. Начиная с 1980-х годов весь цикл о судье Ди был переведён на китайский и японский языки. В 2006 году Хайнаньское книжное издательство выпустило полное собрание произведений о судье Ди, сгруппированное по внутренней хронологии цикла. Китайские переводы стилизованы под традиционные романы. Весь цикл полностью переведён на русский и греческий языки, пользуется известностью в Германии и англоговорящих странах. В США после 1977 года детективы ван Гулика издаются Чикагским университетом вместе с его научными монографиями.

## Состав цикла
Библиографические списки детективов Роберта ван Гулика, как в порядке публикации, так и соотнесённые с внутренней хронологией литературного мира, представлены в исследованиях Фредрика Либермана, Дж. Кеннета ван Доувера.

### В порядке публикации в Великобритании
1. «Знаменитые дела судьи Ди» (Celebrated Cases of Judge Dee[англ.]) (перевод с китайского, 1949)
2. «Убийство в лабиринте»/«Китайский лабиринт» (The Chinese Maze Murders[англ.]) (1956)
3. «Убийство на улице Полумесяца»/«Смерть под колоколом» (The Chinese Bell Murders[англ.]) (1958)
4. «Золото Будды» (The Chinese Gold Murders[англ.]) (1959)
5. «Убийство в цветочной лодке»/«Убийство на озере» (The Chinese Lake Murders[англ.]) (1960)
6. «Убийства гвоздями» (The Chinese Nail Murders[англ.]) (1961)
7. «Монастырь с привидениями» (The Haunted Monastery[англ.]) (1963)
8. «Императорская жемчужина» (The Emperor’s Pearl[англ.]) (1963)
9. «Лакированная ширма» (The Lacquer Screen[англ.]) (1964)
10. «Красный павильон» (Red Pavillion[англ.]) (1964)
11. «Обезьяна и тигр» (The Monkey and the Tiger[англ.]), рассказы (1965):
  1. «Четыре пальца» (The Morning of the Monkey)
  2. «Ночь тигра» (The Night of the Tiger)
12. «Пейзаж с ивами»/«Белая ваза с синим рисунком» (The Willow Pattern[англ.]) (1965)
13. «Убийство в Кантоне» (Murder in Canton[англ.]) (1966)
14. «Призрак в храме» (The Phantom of the Temple[англ.]) (1966)
15. «Судья Ди за работой» (Judge Dee at Work[англ.]), рассказы (1967):
  1. «Пять облаков» (Five Auspicious Clouds)
  2. «Канцелярское убийство» (The Red Tape Murder)
  3. «Он приходил с дождём» (He Came with the Rain)
  4. «Убийство среди лотосов» (The Murder on the Lotus Pond)
  5. «Два бродяги» (The Two Beggars)
  6. «Другой меч» (The Wrong Sword)
  7. «Царственные гробы» (The Coffins of the Emperor)
  8. «Новогоднее убийство» (Murder on New Year's Eve)
16. «Ожерелье и тыква-горлянка»/«Ожерелье и тыква» (Necklace and Calabash[англ.]) (1967)
17. «Поэты и убийство» (Poets and Murder[англ.]) (1968)

### В порядке хронологии действия
Примечание: Действующие лица, их привязка к расследуемому делу, место и время действия всегда указывались Робертом ван Гуликом перед началом основного текста произведения. Комментированную сводку обстоятельств жизни литературного судьи Ди, соотнесённую с произведениями ван Гулика, представили Янвиллем ван де Ветеринг, Дж. Кеннет ван Доувер и А. М. Кабанов
| №   | Название                                                                     | Место, год                                     | Китайское название | Примечание |
| --- | ---------------------------------------------------------------------------- | ---------------------------------------------- | --- | --- |
| 1.  | «Золото Будды»                                                               | Пэнлай, 663 год                                | кит. упр. 黄金案, пиньинь Huángjīn àn («Дело о золоте»)                                                                         | Первое дело 33-летнего судьи, получившего назначение в Пэнлай. Его сопровождает советник Хун и присоединяются раскаявшиеся разбойники Ма Жун и Цзяо Тай.                                                                        |
| 2.  | «Пять облаков», рассказ                                                      | Пэнлай, 663 год                                | кит. упр. 五朵祥云, пиньинь Wǔ duǒ xiángyún («Пять благовещих облаков»)                                                         | Из сборника «Судья Ди за работой». Прошла неделя с начала службы. |
| 3.  | «Убийство с красной лентой» / «Канцелярское убийство», рассказ               | Пэнлай, 663 год                                | кит. упр. 红丝黑箭, пиньинь Hóng sī hēi jiàn («Красная шёлковая нить — чёрная стрела»)                                          | Из сборника «Судья Ди за работой». Прошёл месяц с начала службы. |
| 4.  | «Он приходил с дождём», рассказ                                              | Пэнлай, 663 год                                | кит. упр. 雨师秘踪, пиньинь Yǔ shī mì zōng («Тайный след бога дождя»)                                                           | Из сборника «Судья Ди за работой». Прошло семь месяцев с начала службы. Судья берёт третью жену, которая ранее была фигуранткой дела о золоте Будды.                                                                            |
| 5.  | «Лакированная ширма»                                                         | Вэйпин, 664 год                                | кит. упр. 四漆屏, пиньинь Sì qī píng («Четыре лаковых экрана»)                                                                  | Во время предоставленного ему отпуска, судья Ди инкогнито (под личиной торговца по имени Шэнь Мо) останавливается в уезде Вэйпин, его негласно сопровождает Цзяо Тай. Прошёл год с начала службы. Судье 34 года, Цзяо Таю — 30. |
| 6.  | «Убийство на озере» («Тайна нефритовой доски» /«Убийство в цветочной лодке») | Ханьюань, 666 год                              | кит. упр. 湖滨案, пиньинь Húbīn àn («Инцидент на берегу озера»)                                                                 | Прошло три года с начала службы и два месяца с прибытия в Ханьюань. Судью сопровождают Хун, Цзяо Тай и Ма Жун. Появляется новый помощник — раскаявшийся мошенник Дао Гань.                                                      |
| 7.  | «Четыре пальца», повесть                                                     | Ханьюань, 666 год                              | кит. упр. 断指记/晨猴, пиньинь Duàn zhǐ jì/Chén hóu («Отрубленные пальцы/Утро обезьяны»)                                        | из сборника «Обезьяна и тигр». |
| 8.  | «Монастырь с привидениями»                                                   | Ханьюань, 666 год                              | кит. упр. 朝云观, пиньинь Cháo yún guān («Монастырь Утреннего Облака»)                                                          | Действие разворачивается в одну ночь, когда судья с семьёй вынужден укрыться от непогоды в даосской обители. Его сопровождает Дао Гань.                                                                                         |
| 9.  | «Убийство среди лотосов», рассказ                                            | Ханьюань, 667 год                              | кит. упр. 莲池蛙声, пиньинь Lián chí wā shēng («Кваканье лягушек на лотосовом пруду»)                                           | из сборника «Судья Ди за работой». |
| 10. | «Убийство на улице Полумесяца»/«Смерть под колоколом»                        | Пуян, 668 год                                  | кит. упр. 铜钟案, пиньинь Tóng zhōng àn («Дело о медном колоколе»)                                                              | Судья только что прибыл в Пуян. Судью сопровождают Хун, Ма Жун, Цзяо Тай, Дао Гань. |
| 11. | «Красный павильон»                                                           | Цзиньхуа, 668 год                              | кит. упр. 红阁子, пиньинь Hóng gézi («Красный павильон»)                                                                        | Действие происходит в бытность судьи Ди наместником округа Пуян. По просьбе соседа — судьи Ло — Ди действует в Цзиньхуа в сопровождении Ма Жуна.                                                                                |
| 12. | «Ожерелье и тыква-горлянка»                                                  | 668 год                                        | кит. упр. 玉珠串, пиньинь Yùzhū chuàn («Нефрит и жемчужное ожерелье»)                                                           | Действие происходит по пути судьи Ди к назначению в округе Пуян. |
| 13. | «Два попрошайки», рассказ                                                    | 668 год                                        | кит. упр. 跛腿乞丐, пиньинь Bǒ tuǐ qǐgài («Колченогий попрошайка»)                                                              | из сборника «Судья Ди за работой». |
| 14. | «Другой меч», рассказ                                                        | 668 год                                        | кит. упр. 真假宝剑, пиньинь Zhēn jiǎ bǎojiàn («Меч истинный и бутафорский»)                                                     | из сборника «Судья Ди за работой». |
| 15. | «Поэты и убийство»                                                           | Цзиньхуа, 668 год                              | кит. упр. 黑狐狸, пиньинь Hēi húlí («Чёрно-бурая лиса»)                                                                         | Действие происходит в бытность судьи Ди наместником округа Пуян, начальником соседнего округа Цзиньхуа служит его приятель судья Ло.                                                                                            |
| 16. | «Императорская жемчужина»                                                    | Пуян, 668 год                                  | кит. упр. 御珠案, пиньинь Yù zhū àn («Дело об императорской жемчужине»)                                                         | Судья Ди расследует три параллельных дела, ему помогает старый советник Хун. |
| 17. | «Убийство в лабиринте»                                                       | Ланьфан, 670 год                               | кит. упр. 迷宫案, пиньинь Mígōng àn («Дело о лабиринте»)                                                                        | Судья Ди срочно переведён в округ Ланьфан, на который готовится нападение уйгуров. Его сопровождают Хун, Ма Жун, Цзяо Тай, Дао Гань.                                                                                            |
| 18. | «Призрак в храме»                                                            | Ланьфан, 670 год                               | кит. упр. 紫光寺, пиньинь Zǐguāng sì («Храм Цзыгуан»)                                                                           | Указывается возраст судьи — 40 лет. Помощником выступает Ма Жун. |
| 19. | «Саркофаг императора»/«Царственные гробы», рассказ                           | Ланьфан, 670 год                               | кит. упр. 太子棺柩, пиньинь Tàizǐ guān jiù («Гроб наследника престола»)                                                         | из сборника «Судья Ди за работой». |
| 20. | «Убийство в новогоднюю ночь»/«Новогоднее убийство», рассказ                  | Ланьфан, 670 год                               | кит. упр. 除夕疑案, пиньинь Chúxì yí'àn («Сумятица в новогоднюю ночь»)                                                          | из сборника «Судья Ди за работой». |
| 21. | «Убийства гвоздями»                                                          | Бэйчжоу, 676 год                               | кит. упр. 铁钉案, пиньинь Tiě dīng àn («Дело о железном гвозде»)                                                                | Указывается возраст судьи — 46 лет. Судью сопровождают четверо помощников, погибает старый помощник Хун Лян. |
| 22. | «Ночь тигра», повесть                                                        | Поместье на пути из Бэйчжоу в столицу, 676 год | кит. упр. 飞虎团/汉家营/暮虎, пиньинь Fēi hǔ tuán/Hàn jiā yíng/Mù hǔ («Банда Летучих Тигров/Усадьба семейства Хань/Ночь тигра») | из сборника «Обезьяна и тигр». |
| 23. | «Пейзаж с ивами»                                                             | Чанъань, 677 год                               | кит. упр. 柳园图, пиньинь Liǔ yuán tú («Картина с ивовым парком»)                                                               | Ди, Верховный судья, возведён в ранг временного губернатора столицы империи. Ему служат Ма Жун, Цзяо Тай, Дао Гань. Ма Жун женится на сёстрах-близнецах Юань.                                                                   |
| 24. | «Убийство в Кантоне»                                                         | Кантон, 681 год                                | кит. упр. 广州案, пиньинь Guǎngzhōu àn («Инцидент в Гуанчжоу»)                                                                  | Цзяо Тай принял смерть от меча Ди Жэньцзе, который выезжает в Кантон в ранге главы столичного суда, Дао Гань помогает расследованию и женится на барышне Лян Ланьли.                                                            |

## Предыстория: исторический судья Ди и «Знаменитые дела судьи Ди»
Роберт ван Гулик подчёркивал разницу между реальным сановником VII века Ди Жэньцзе и собственным персонажем, расследования которого были результатом авторского вымысла. Деятельность исторического прототипа судьи Ди разворачивалась в царствование четырёх правителей, включая У Цзэтянь — единственную императрицу в истории Китая, которая правила от собственного имени. В эпоху правления императрицы У судья Ди достиг звания канцлера, представляя придворную группировку лоялистов, которые продвигали законного наследника престола — принца Ли Сяня. Ди Жэньцзе скончался в возрасте 71 года, когда У Цзэтянь ещё была жива. Принц Ли Сянь, оставшийся в истории под храмовым именем Жуй-цзун, даровал Ди посмертный титул Лянского гуна. Карьера Ди хорошо документирована, однако его талант к раскрытию преступлений единожды был отмечен в «Цзю Тан шу»: когда Жэньцзе в 676 году возглавил столичный суд, то за год вынес приговоры по делам, в которых участвовало суммарно 17 тысяч человек.

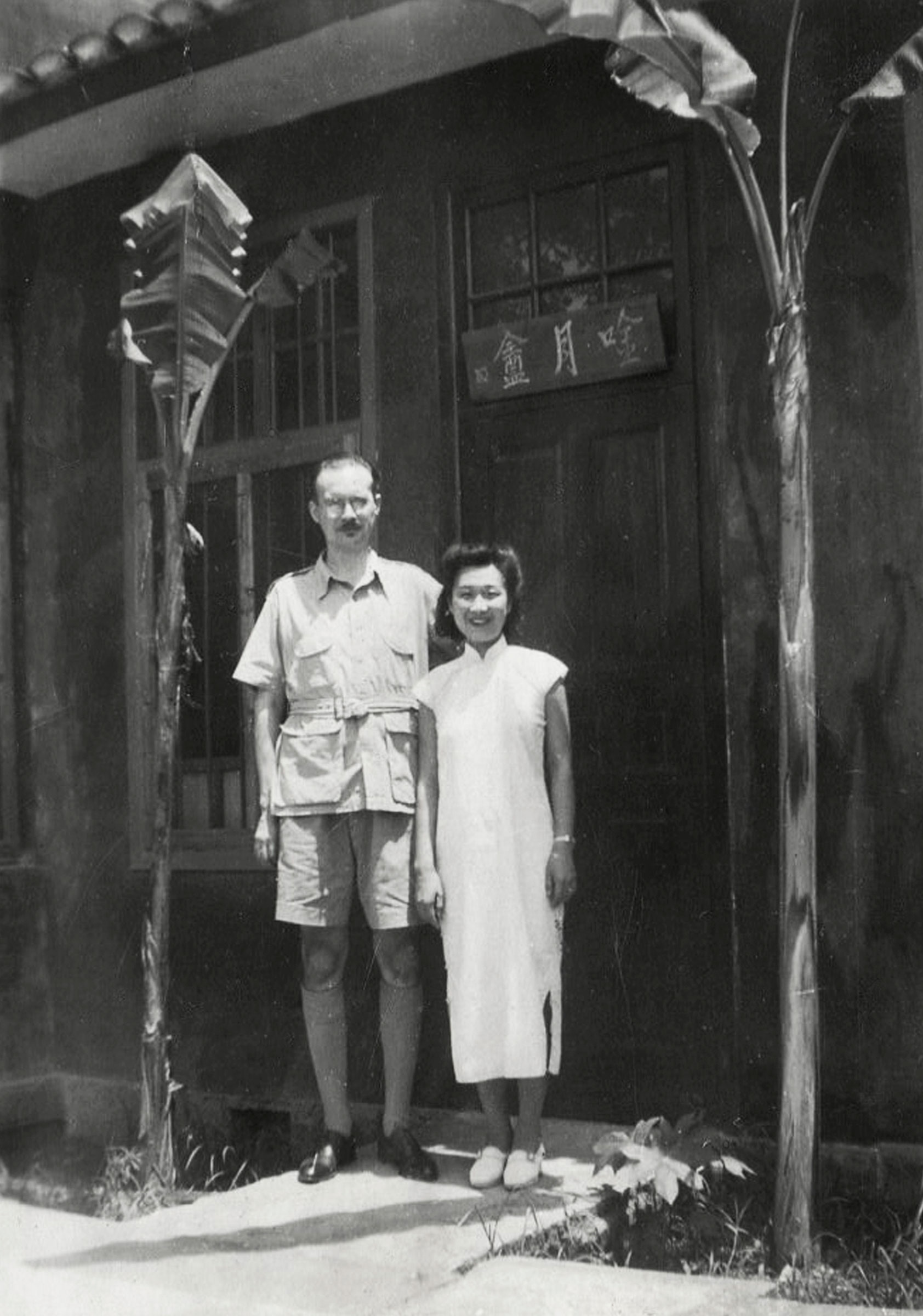
Роберт ван Гулик и его жена Шуй Шифан у своего дома в Чунцине в 1946 году. Надпись у входа — «Приют любования луной»

В 1940 году в личной библиотеке Роберта ван Гулика появилось издание анонимного романа XVIII века «Четыре удивительных дела эпохи У Цзэтянь» (кит. 武則天四大奇案, пиньинь Wǔ Zétiān sìdà qíàn, палл. У Цзэтянь сыда циань), это была одна из немногих книг, которые ему позволили забрать с собой во время депортации из Японии. Перевод получил название «Знаменитые дела судьи Ди» (Ди Гун Ань, 狄公案). В предисловии автор-переводчик писал, что был возмущён засильем переводных низкокачественных детективов на рынке Японии и Гонконга, и рассчитывал, что читатели и писатели Востока заново откроют для себя богатейшую традицию китайского детектива. Работа переводчика в основной своей части была выполнена в Вашингтоне, и завершена в Токио. Равным образом, ван Гулик хотел противопоставить аутентичного китайского судью-детектива вымышленным персонажам массовой литературы того времени — зловещему доктору Фу Манчу Сакса Ромера и обаятельному толстяку Чарли Чану Дерра Биггерса.
Оригинальный роман включал 64 главы. «У Цзэтянь сыда циань» относился к жанру «судебной» беллетристики, который возник в Китае в XV веке. Центральное место в сюжетах таких произведений занимало судебное расследование какого-либо преступления, обычно убийства или изнасилования. Главным отличием от европейского детектива является то, что читатель знает преступника с самого начала, а главная интрига раскручивается вокруг неподкупного судьи, методов получения им сведений и изобличения виновных, казнь которых всегда описана с большими подробностями; китайскому судебному жанру присуща неприкрытая дидактичность. Как правило, в сюжете важную роль играли сверхъестественные силы. В судебных романах цинской эпохи важнейшую роль играли помощники судьи — обычно, бывшие военные или раскаявшиеся преступники, перешедшие на государственную службу.
Роман, привлёкший внимание ван Гулика, состоял из двух почти равных по объёму частей. Первые 30 глав были посвящены службе Ди Жэньцзе в провинции. Судья одновременно расследовал три не связанных друг с другом уголовных дела (включая дело вдовы Чжоу, убившей мужа, вбив ему в голову гвоздь). В оставшихся 34 главах действие разворачивалось при императорском дворе, где назначенный в столицу министр Ди также расследует три дела, связанных с императорским фаворитом, и прочими сановниками. Первые тридцать глав вполне соответствовали канону западного детектива, поскольку преступник не назывался с самого начала, присутствовало ограниченное число персонажей, и почти не было мистических элементов. Исследовательница Янь Вэй утверждала, что перевод ван Гулика был точным, но модернизированным. Например, чтобы избежать путаницы, все персонажи названы только одним именем (у китайских сановников было много прозвищ и псевдонимов), несколько сокращены для удобопонятности диалоги, убраны стандартные формулы: «Если вы хотите знать, что произошло дальше, вам нужно будет прочитать следующую главу». Была сокращена двадцать третья глава, в которой судья Ди оформил зал суда как трибунал Владыки загробного мира, чтобы разоблачить мужеубийцу. В комментарии ван Гулик писал, что для западного читателя это будет комическая, а не пугающая сцена. Психология госпожи Чжоу была усложнена, чтобы сделать её мотивацию оправданной. Финал тридцатой главы также был переписан: судью Ди вызвали в столицу по приказу цензора Янь Либэня, чтобы помочь вернуть наследника престола, свергнутого императрицей У. Ван Гулику было нужно сделать текст законченным, поэтому он убрал исторические подробности, и судья получил императорский указ о переводе с повышением. В несколько глав ван Гулик добавил собственные авторские отступления, стилизованные под основной текст, и выполнил шесть иллюстраций в стиле трёх оригинальных.
По сюжету, судья Ди занимает должность уездного магистрата в Чанпине провинции Шаньдун. Поскольку сюжет включает три расследования, «дело о двойном убийстве на рассвете» разворачивается в деревне Шести Ли, «дело о странном трупе» — в деревне Хуанхуа, а «дело об отравленной невесте» — в городе Чанпин. В свиту судьи входят советник Хун, и помощники Ма Жун, Цзяо Тай, Дао Гань. «Дело о двойном убийстве на рассвете» начинается в первой главе и раскрывается в девятнадцатой (в ней же начинается дело об отравлении). Убиты двое странствующих торговцев шёлком. Личность убийцы установлена в третьей главе, основная часть действия посвящена его поискам, изобличению и доставке в суд. В одиннадцатой главе судья Ди видит вещий сон, который помогает расследованию. В «деле о странном трупе» убит владелец лавки Би Цунь, изобличить убийцу смог лично судья Ди, переодевшись лекарем. Именно он заподозрил вдову Би — урождённую госпожу Чжоу, но поначалу не смог сломить её гордости и уверенности в себе. Через пытки и инсценировку загробного царства судья заставил убийцу сознаться. В деле об отравленной невесте нет убийцы как такового, это история о сверхъестественном, которое помогло раскрыть отравление. В дальнейшем, в одиннадцати из двенадцати объёмных романов о судье Ди используется мотив расследования трёх не связанных между собой дел. В оригинальном романе проявились следующие специфические особенности жанра: неприкрытый эротизм и детальное изображение пыток и казней, которые для традиционного китайского читателя несли морализирующие функции. Пытки в романе касаются как торговцев шёлком, так и госпожи Чжоу. Именно эту сцену изобразил ван Гулик, иллюстрируя роман, показав пытаемую женщину обнажённой до пояса. Ван Гулик отказался переводить заключительные главы из-за наличия в них откровенно порнографических эпизодов.
«Ди Гун Ань» имел определённый успех: 1200 экземпляров, отпечатанных за счёт автора в Токио, были распроданы за полгода, окупили производство и даже принесли прибыль. Однако убедить японских и китайских писателей «вернуться к истокам» не удалось, и Роберт ван Гулик решился продолжать свой эксперимент и написать оригинальный роман. Книга была замечена, скорее, востоковедами, а не литературными критиками. Так, в отзыве в журнале «Far Eastern Quarterly» отмечалось, что роман представляет собой «интересную и яркую зарисовку» китайской жизни XVIII века, и при этом интрига и сюжет могут удовлетворить любителей детективного жанра. Понравился сюжет и обозревателю «Times of India». На английском языке роман был переиздан лишь в 1976 году; в дальнейшем вся серия о судье Ди издавалась Чикагским университетом, скорее, позиционируясь как учебное пособие и научная литература. Параллельно этим же университетом переиздавались научные труды ван Гулика с предисловиями и комментариями Дональда Лаха и Вилта Идемы.

## Пенталогия 1950—1958 годов
Исследователи произведений цикла о судье Ди отчётливо делят романы и повести на две группы. В период 1950—1958 годов ван Гулик написал пять романов: «Смерть под колоколом» (находясь в Киото в 1950 году), «Убийство в лабиринте» (единственный, переведённый автором на китайский язык самостоятельно в Сингапуре в 1953 году; текст также был написан в Киото в 1950 году), «Убийство на горном озере» (в Нью-Дели в 1953 году), «Золото Будды» (Бейрут, 1956 год) и «Убийства гвоздями» (1958 год, Бейрут). Сюжет каждого из романов касался разных периодов карьеры судьи Ди: от первого его дела до более и более серьёзных назначений. Стилистика имитировала перевод «Ди Гун Ань»: в каждом из детективов судья расследовал три не связанных между собой дела. Хватало и заимствований из классических китайских романов, таких как «Сон в красном тереме» и «Цветы в зеркале»: повествование вводилось не связанным с основным сюжетом прологом, герой которого живёт в эпоху Мин. Эти прологи включали мистический элемент, который никогда не использовался в основном расследовании; данный приём позволял намекнуть проницательному читателю на развязку. Оригинальные названия всех этих произведений включали формулу «The Chinese <…> Murders» («Убийства… по-китайски»), менялись только объекты, обозначаемые четырёхбуквенными английскими словами: «колокол — лабиринт — озеро — золото — гвоздь» («Bell — Maze — Lake — Gold — Nail»). По мнению Дж. ван Доувера, это была отсылка к популярному циклу детективов С. С. Ван Дайна, названия некоторых из которых включали формулу «Murder Case» («Дело об убийстве»), как и каждый из 82 детективов Эрла Стэнли Гарднера. Действие всех этих романов разворачивалось в царствование императора Гао-цзуна династии Тан, которое длилось с 649 по 683 годы.

### «Убийство на улице Полумесяца» («Смерть под колоколом»)
Роман «Смерть под колоколом» был написан ван Гуликом во время работы в голландском представительстве в Киото, однако был издан по-английски только в 1958 году в Нью-Йорке. Текст включал 25 глав. В прологе пожилой чаеторговец, живший спустя 700 лет после судьи Ди, занимаясь антиквариатом, связанным с расследованием преступлений, покупает шкатулку. Внутри хранится шапка, по-преданию, принадлежавшая судье. Надев её на себя, герой падает в обморок и шесть недель лежит без памяти, становясь «свидетелем» трёх дел Ди, которые явились в видениях. В это время Ди Жэньцзе служил правителем богатого уезда Пуян на Великом канале, его сопровождали те же свитские, что и в «Знаменитых делах». На улице Полумесяца изнасилована и убита юная девица по имени Чистая Яшма; в преступлении обвинили студента Вана, который, якобы, состоял с ней в незаконной связи, а затем убил её, когда девушка стала настаивать на замужестве. Судья уверен в виновности студента, но тот всё отрицает даже под пыткой. Тогда Ди отправляет на поиски подозреваемого Ма Жуна, которому к 13-й главе удаётся найти истинного преступника, укравшего золотые шпильки. Далее судья обращает внимание на буддийский монастырь Безграничного Милосердия (Гуаньинь): Дао Гань рассказывает, что в храме успешно излечивают женщин от бесплодия. Для этого достаточно провести несколько ночей в молитвах в изолированной келье. К судье приходит настоятель и пытается его подкупить, чтобы в отношении храма не проводилось расследования. Судья берёт золото, поскольку его личных средств не хватает для изобличения преступников. В итоге оказывается, что монахи насиловали женщин, пробираясь к ним через тайные ходы, хотя для мужей и родственников всё выглядело благопристойно. В третьем деле перед судьёй предстала госпожа Лян, которая требует покарать некоего Линь Фана, который уже тридцать лет не оставлял её семью в покое. Линь был обвинён в убийстве её внука Лян Кэфа. Расследуя дело, судья обнаруживает останки Лян Кэфа под храмовым колоколом.
Расследуемые судьёй дела не связаны друг с другом, представляя разные типы преступников и виды совершаемых преступлений. Дела об изнасиловании и убийстве на улице Полумесяца относятся к стандартному для жанра и сводятся к последовательности: «происходит преступление, человека ложно обвиняют, сыщик исследует вещественные доказательства и устные показания, замечая упущенные детали, истинный преступник изобличается». Судья исследует следы удушения на горле трупа и понимает, что предполагаемый убийца слишком слабосилен для этого. Для этого случая ван Гулик использовал дело знаменитого судьи Бао. Дело о буддийском храме отражает реальную борьбу конфуцианства (это учение представляет судья) с буддизмом. Для того, чтобы изобличить преступных монахов, судья выкупает юных проституток по имени Слива и Бирюза. В этом Ди помогает правитель соседнего уезда — ловелас судья Ло. Девицы служат «приманкой» (и помечают помадой бритые головы насильников). Девушек продали в бордель собственные родители-крестьяне, и они не заслуживают такой участи. После окончания дела Ди устраивает им жизнь. Этот сюжет был заимствован из практики средневекового судьи Вана, который в финале попросту сжёг монастырь. Ван Гулик не мог приписать такое деяние своему герою, который исключительно щепетилен в соблюдении законодательных норм. Судья докладывает о преступлениях настоятеля императору, который принимает законы о борьбе с буддизмом. Однако храм остаётся действовать: на пост настоятеля возвращается старый наставник, которого незаконно свергли, и в помощниках у него не более четырёх человек. Дело о смерти под колоколом самое сложное, и основано на подлинной истории 1725 года, описанной в романе «Странная вражда и девять убийств». Предыстория этого дела разворачивалась не в Пуяне, а в Кантоне за полвека до времени действия романа. При расследовании этого дела преступника удалось изобличить, использовав тайну госпожи Лян, поскольку убитый оказался сыном самого Линь Фана.
Американское издание романа вызвало рецензию Энтони Баучера, который назвал повествование «уникальным», признав, что читатель получит представление о совершенно чуждой Америке культуре, которая одновременно «и более изощрена, и более варварская», чем западная. В газете «The Times» вышел отзыв Орвилла Прескотта, который сосредоточился на политических реалиях «Холодной войны». Он начал рецензию с констатации, что книга очень актуальна, чтобы широкая публика, говорящая по-английски, понимала, что китайцы — великий и прекрасный народ, сколь бы враждебным не был режим, находящийся у власти в Китае. Однако Прескотт не увидел в детективной истории особой оригинальности, рассматривая текст как великолепный источник знаний о китайской культуре. Писатель Джеймс Сэндо оценил детектив ещё ниже, назвал роман «восточной сладостью» и «экзотикой». Из профессионалов жанра высоко оценили творение ван Гулика Агата Кристи, Филипп Джон Стед и Джон Диксон Карр. Впрочем, обозреватель «San Francisco Chronicle» счёл, что роман предназначен для очень узкой и специфической аудитории, но не для широкой читающей массы.

### «Убийство в лабиринте»
Роман включает 25 глав. В прологе действие отнесено к эре правления Юнлэ (1402—1425), где учёный, интересующийся расследованием преступлений, встречает потомка судьи Ди, который рассказывает о трёх примечательных случаях. Ди Жэньцзе назначен в пограничный город Ланьфан, где рядом граница Уйгурского каганата. Все три истории разворачиваются внутри городских стен, в свите судьи советник Хун, Ма Жун, Цзяо Тай и Дао Гань. Сразу после прибытия в город судья, которого сопровождают помощники, прислуга, три жены и дети, обнаруживает, что уже восемь лет Ланьфан контролируется неким Цзянь Мо, сколотившим банду из сотни головорезов. В пятой главе Ди арестовывает преступника. Далее судье нужно справиться с уйгурской угрозой, во время предотвращения нападения кочевников он раскрывает убийство бывшего наместника Да. Этот же наместник построил в болотистой местности лабиринт, который таил в центре его завещание. Самым запутанным для судьи становится убийство Дин Хуго, который, предположительно, оказался зарезан ножом в запертой библиотеке. Впоследствии выяснилось, что он был убит дистанционно — отравленной иглой. Также судья занимается смертью дочери кузнеца Фана по имени Белая Орхидея, у которой была отрезана голова. Оказалось, что убийцей оказалась художница госпожа Ли, которая отличалась страстью к юным девушкам и при этом была садисткой. В качестве «приманки» была использована решительная Чёрная Орхидея — сестра погибшей.
В 1956 году роман вышел как на английском языке, так и в голландском переводе автора. Энтони Баучер счёл стиль романа «своеобразным», хотя и «приятным», и настоятельно рекомендовал книгу читателям «New York Times Book Review». Также Баучер прокомментировал иллюстрации автора, стилизованные под старокитайские образцы. Ральф Партридж в английской газете «Нью Стейтсмен» настоятельно рекомендовал писателю сменить стиль иллюстраций и максимально сократить «китайщину» (chinoiseries) в следующих произведениях.

### «Убийство на озере»
Роман включает 25 глав, действие разворачивается в небольшом горном городе Ханьюань, расположенном в 170 китайских вёрстах от столицы империи. В прологе чиновник династии Мин, замешанный в заговоре, помышляет о самоубийстве и вспоминает о поездке в Ханьюань, где встретившаяся на берегу озера прекрасная дева поведала ему несколько историй о судье Ди. В основной части романа судья Ди получает назначение в Ханьюань и сетует советнику Хуну, что в небольших городах таится много секретов, о которых местные жители ничего не пожелают поведать чужаку. В честь прибытия судьи городские авторитеты устраивают банкет в «цветочной лодке», на котором прославленная куртизанка Цветок Миндаля шепнула судье, что в городе зреет опасный заговор. Однако Ди не успел расспросить её, ибо девушка утонула. Круг подозреваемых ограничен только участниками банкета. Именно в этом романе судья спасает от расправы бродячего мошенника Дао Ганя, который без колебаний поступает к нему на службу. Вскоре купец Лю Фэйпо обвиняет в убийстве своей дочери Лунной Феи её жениха — кандидата Чжана. Судья приказывает вскрыть гроб, и обнаруживает, что тела нет. Ма Жуну и Цзяо Таю удаётся узнать, что Лунная Фея жива. Она бежала от отца, который питал к ней кровосмесительную страсть. Он же убил Цветок Миндаля, ибо она внешне напоминала дочь, и притом узнала его тайну и собирается выдать его властям. Далее Ди посещает престарелого сановника Лян Мэнкуана, который слишком расточительно обращается со своим имуществом, и обнаруживает, что главой разветвлённого заговора секты «Белого лотоса» был Лю Фэйпо, который давно избавился от Ляна и периодически выдаёт себя за него, тратя фамильное состояние, ибо давно растратил собственное. В финале в город прибывает императорский цензор и глава тайной службы Мэн Ки, которые завершают расследование, а сам судья едва избегает наказания за нерасторопность.
Энтони Баучер вновь дал на книгу положительный отзыв, заметив, что ван Гулику удалось воссоздать «жизнь в древности, не лишая современного читателя удовольствия». Джеймс Сэндо сдержанно отметил, что на «китайских банкетах ван Гулика следует быть осторожным», и явно не испытывал восторга от повествования. Обозреватель журнала «Pacific Affairs» Лю Цзунчжо похвалил авторские комментарии в финале, которые позволяют внимательному читателю оценить источники и аналитический талант автора, позволивший построить из реальных уголовных дел увлекательное повествование. Роман, по мысли Лю Цзунчжо, является хорошим пособием по функционированию системы правосудия Китая до революции 1911 года.

### «Золото Будды»
Роман включает 18 глав. Действие разворачивается в речном и морском порту Пэнлая в Шаньдуне — центре сообщений с Кореей, где идёт война. По внутренней хронологии роман открывает цикл. Судья Ди получает назначение в Пэнлай для расследования убийства своего предшественника — судьи Вана, который трижды является в виде призрака, и один из этих случаев не может быть рационально объяснён. В городе существует заговор корейских пленных и купцов и местных китайских контрабандистов золота. Частично об этом сумел узнать Цзяо Тай, который вступил в связь с корейской заговорщицей — проституткой Юсу. Параллельно судья расследует бытовые дела о похищении госпожи Гу и изнасиловании госпожи Цао, которую бросил муж и отверг отец. В дальнейшем она станет третьей женой судьи. Рядом с усадьбой Фан Чжуна обнаружено обезглавленное тело, погребённое вместе с трупом буддийского монаха. Судья выясняет, что убийство было совершено по ошибке. Все дела так или иначе оказались связаны с золотой контрабандой из Кореи.
Писатель отказался от мистического пролога. В первой главе подающий надежды тридцатилетний Ди Жэньцзе получает первое назначение в провинцию и даёт приятелям прощальный ужин в столице. Друзья уверяют, что продвижение по службе возможно только в центре империи, Ди отвечает, что желает иметь дело с реальными делами и живыми людьми. Во второй главе на судью совершают нападение разбойники по имени Ма Жун и Цзяо Тай, но, поскольку они чтут кодекс воинской чести, то позволяют Ди сразиться на равных. Ди ломает меч Ма, но тут их поединок прерван охранным отрядом. Судья аттестует Ма и Цзяо как своих помощников и берёт их на службу. В основном сюжете важную роль играет корейское государство Когурё, окончательно разгромленное империей Тан в 649 году. В начале третьей главы судья Ди ссылается на победу империи «несколько лет назад». Пэнлайн является перевалочной базой контрабанды оружия, а корейская патриотка Юсу искренне считает, что жертвует собой во имя возрождения родины. В конце концов она погибает, как и все женщины, с которыми связан Цзяо Тай. Однако судья выясняет, что корейский заговор является прикрытием для хищения золота, то есть в основе всего — экономические преступления на таможне. Таким образом оказывается, что каждое дело судьи приобретает общегосударственное политическое значение. Немалую роль в заговоре и контрабанде играют буддийские монахи, хотя большинство из них оправданы судьёй. Сначала малые партии золота доставлялись в монашеских посохах, а затем возникла идея отлить золотую статую Майтреи, замаскированную сверху полированным кедром. Эту статую планируется переправить в храм Белой Лошади в Лояне.
Роман оказался вторым в серии про судью Ди, который был опубликован в США. Положительные отзывы опубликовали «Harper’s Magazine» и «Springfield Republican», подчёркивая «экзотичность» происходящего. Весьма позитивными были рецензии в Великобритании и Индии, хотя Фрэнсис Айлс в «Guardian» и заметил, что вкус к такого рода литературе ещё следует приобрести, хотя это и легко. В «Times of India» похвалили судью, который способен выбраться из самых сомнительных историй с незапятнанной репутацией.

### «Убийства гвоздями»
Английское издание имело подзаголовок «Последние три дела судьи Ди»; как обычно, текст разделён на 25 глав. В прологе романа чиновник династии Мин удивлён внезапным ночным визитом брата, который служит далеко на севере — в округе Бэйчжоу. Тот рассказывает о трёх делах, раскрытых когда-то в городе судьёй Ди. Наутро из Бэйчжоу приходит письмо, извещающее, что брат скончался четыре дня назад. Округ расположен прямо на границе с северными степями в нескольких сотнях вёрст от столицы, это пятое назначение Ди Жэньцзе. Главный сюжет романа связан с гибелью известного борца Лань Даогуя в бане от отравления; перед смертью он попытался сложить осколки чайной пиалы в комбинацию из игры «Семь кусочков». Использование мотива этой игры было намеренным анахронизмом: игра была изобретена не ранее эпохи Сун, и пользовалась популярностью в Китае эпохи Мин, а затем в Германии и США в XIX веке. Судья испытывает подозрение к госпоже Лу, которая жестоко обращается с маленькой дочерью. Ди уверен, что госпожа Лу каким-то образом убила мужа (это произошло за пять месяцев до прибытия судьи в Бэйчжоу). Даже под пыткой она отрицает вину, и судья решается провести эксгумацию. Это грозит судье принципом «обратного наказания»: потревожив дух тела, захороненного по всем правилам, он рискует получить наказание по той статье уголовного кодекса, по которой обвинял. Госпожа Го — смотрительница женской тюрьмы, которой симпатизирует (и почти влюбляется) судья, подсказывает ему, где искать. Судья находит вбитый в макушку гвоздь. Этот вид убийства объединяет два дела: госпожа Лу совершила два преступления. Сначала она убила своего мужа, которого считала «скучным и глупым», а затем и своего любовника Лань Даогуя, который собрался её бросить. В финале госпожа Го объясняет судье, почему подсказала убийство гвоздём: когда-то она сама подобным образом избавилась от жестокого и беспутного мужа-мясника. Далее она вышла замуж за горбуна — судебного врача и аптекаря, а сама, будучи весьма элегантной и привлекательной женщиной, стала служить в женской тюрьме при судебной управе. Раскрыв свою тайну судье Ди, она покончила с собой, искупив своё деяние с точки зрения конфуцианской морали и закона. Горбун Го взял в дом осиротевшую дочь госпожи Лу. В самом конце из столицы приходит указ о назначении Ди в столичный суд. Перед этим судья лишается старого помощника Хун Ляна, зарезанного в винной лавке (15-я глава).
Энтони Баучер всерьёз воспринял подзаголовок и писал, что финал карьеры судьи описан в одной из лучших книг про Ди Жэньцзе. Рецензент похвалил сложность и нетривиальность сюжета и человечность судьи, способного даже на лёгкую влюблённость в госпожу Го. Джеймс Сэндо также отмечал, что литературное мастерство ван Гулика возросло, так что книга вполне достойна внимания как начинающего читателя, так и «опытного скептика». В «Criminal Record» высоко оценили все вышедшие к тому времени произведения о судье Ди. Филипп Джон Стед отдельно остановился на содержательном авторском послесловии, в котором неукоснительно указывались источники и историческая база используемых сюжетов: «Для многих читателей авторский комментарий к повествованию вовсе не означает наименее интересной части книги».

## Произведения о судье Ди 1958—1967 годов
После благоприятного приёма у публики и критиков в 1958—1967 годы Роберт ван Гулик вернулся к детективной беллетристике, создав ещё восемь романов, две повести и восемь новелл. Последнее произведение — «Поэты и убийство» — он писал в буквальном смысле на смертном одре. Ряд романов, кроме указанного, включает: «Монастырь с привидениями», «Императорская жемчужина», «Лаковая ширма», «Красный павильон», «Пейзаж с ивами», «Ожерелье и тыква-горлянка», и «Убийство в Кантоне»; сборник двух повестей «Обезьяна и тигр» и сборник рассказов «Судья Ди за работой». Ван Гулик создал единую хронологию карьеры литературного судьи Ди и раскрытых им дел; сюжеты новых книг соотносились с этим реестром. В текстах второй группы автор уже не так последовательно имитировал китайский стиль, в частности, с судьёй обычно работал только один из его четырёх помощников, а расследуемые дела могли оказаться связанными друг с другом. Чаще проявлялся экспериментальный характер повествований. Судья всё чаще оказывается за пределами обозначенного места службы, к новым изданиям уже не прилагались карты места действия.
В 1966 году в переписке с Гарри Брэгом — редактором издательства «Scribner’s» — ван Гулик сообщал, что планировал новую серию романов о судье Ди. Она должна была открываться «Ожерельем и тыквой»; роман к тому времени был принят издательством «Heinemann». Писатель утверждал, что в романах этой серии судья должен был действовать исключительно в одиночку, и «каждый раз совершенно в новой ситуации». Вероятно, «Поэты и убийство», над которым ван Гулик работал уже в больничной палате, умирая от рака лёгких, также относился именно к этой серии.

### «Монастырь с привидениями»
Действие разворачивается в даосском монастыре Белого Облака на южной окраине Ханьюаня в период наместничества Ди Жэньцзе в этом городе. Судье с тремя жёнами и Дао Ганем пришлось просить убежища из-за сильной бури, когда у них сломалась повозка во время возвращения из какой-то поездки, детали которой не уточняются. Текст разделён на 20 глав. В монастыре судья и его помощник неожиданно сталкиваются с клубком интриг. Так, предыдущий настоятель Нефритовое Зерцало был отравлен за два года до того, но судья, созерцая его картины, определяет время его смерти, не совпадающее с зафиксированной в анналах обители. Молодая девушка Белая Роза, лишившись жениха, решается уйти в монастырь и становится жертвой домогательств настоятеля Истинная Мудрость, который помещает её обнажённой в монастырскую Галерею Ужасов, где стоят скульптуры с изображениями мук ада. В монастыре также находится актёрская труппа, у главы которой Мо Модэ год назад в монастыре умерла сестра. Судье помогает отставной императорский наставник Сунь Мин, который удалился в обитель Белого Облака. Судья совершенно случайно оказывается втянут в эти события, которые разворачиваются в течение одной ночи: выглянув в окно, он увидел напротив мужчину, пытавшегося схватить женщину. Храмовые слуги утверждают, что там только склады с глухими стенами.
В романе «Монастырь с привидениями» Роберт ван Гулик экспериментировал с расследованием в замкнутом пространстве. Монастырь расположен на склоне горы и из-за бури не сообщается с миром. Роль Дао Ганя сугубо техническая — он, преимущественно, выслушивает умозаключения судьи. Дж. ван Доувер отмечал, что здесь уместнее был бы советник Хун Лян, поскольку уникальные навыки шулера и ловкача Дао Гань не использует, а секрет «исчезающей комнаты» раскрывает сам судья. Оказалось, что Сунь Мин поставил себя выше добра и зла, и практикует садистские ритуалы с молодыми женщинами; он и являлся главным злодеем. Судья впервые в своей карьере сталкивается с преступником, который почти гарантированно избежит юридических формальностей; Ди Жэньцзе вынужден обманом завлечь Сунь Мина в комнату, где содержится медведь, и обречь его на небесный суд, отомстив за смерть как минимум пятерых женщин. Споры Суня и Ди о преимуществах даосизма и конфуцианства оканчиваются безоговорочной победой последнего.
Прототипом наставника Сунь Мина, как вспоминал сам ван Гулик, был настоятель пекинского даосского монастыря Боюнь по имени Ань Шилинь, с которым дипломат общался в 1946 году. Впоследствии его братия уличила настоятеля в совершении неких ритуалов, в ходе которых тот убивал девиц и молодых женщин. В итоге, монахи закопали его живьём.
В США роман вышел с большим опозданием, уже после смерти автора, но всё-таки удостоился двух восторженных отзывов от Аллена Хэбина и Энтони Баучера. Последний в выпуске «New York Times» от 9 февраля 1969 года писал, что «в умелых руках Роберта ван Гулика старый Китай оживает».

### «Императорская жемчужина»
Действие происходит в Пуяне. Повествование уложено в 20 глав, из помощников судью сопровождает только Хун Лян. Во время народного праздника судья бродит по толпе инкогнито и неожиданно встречает госпожу Янтарь — вторую жену богатого антиквара Гоу Юаньляна. Она принимает судью за бродячего борца и нанимает его как телохранителя. Далее судья становится свидетелем её убийства в храме Белой богини и постепенно узнаёт историю жизни бывшей рабыни, ставшей верной женой. Антиквар Гоу полагает, что она хотела приобрести уникальную жемчужину, которая сто лет назад была преподнесена деду нынешнего императора послами Персии, а затем украдена. Судья считал эту историю отвлекающим манёвром, но в конце повествования действительно нашёл жемчужину. В романе происходят четыре убийства: бродячего студента Дун Мая (во второй главе), госпожи Янтарь (глава 4), студента Ся Гуана (глава 9), госпожи Мэн (глава 14). Все эти умерщвления связаны друг с другом и организуются столичным антикваром Янь Гуанминем, одержимым идеей обладания совершенной красотой во всех её проявлениях. Четыре года назад он пытался овладеть первой женой Гоу по имени Золотой Лотос, и тут же потерял её, ибо она сошла с ума. Формально романное действо разделено на три дела, прописанных в начале романа, но, по мнению Дж. ван Доувера, это авторский произвол. Роберт ван Гулик построил финальную сцену по канонам западного детектива, ибо судья Ди вызывает всех подозреваемых на общую встречу в библиотеке господина Гоу, и заранее её готовит, сфабриковав сверхъестественное явление. Во время бури от сильного потрясения Золотой Лотос приходит в себя и станет утешением своего мужа в будущем. Эстетизм Янь Гуанминя неотделим от садизма, ибо по его приказу похищают красивых девиц, которых он избивает, а затем отпускает, ибо видит во всех них только отвергшую его Золотого Лотоса. В числе второстепенных персонажей выступают глава городской гильдии нищих Шэн Ба и дородная силачка Фиалка Лян — монгольская женщина-борец, чьё подлинное имя Алтын Дзедзег Хатун. Некогда она подвизалась при императорском дворе (в труппе женщин-борцов, выступавших в голом виде), пока её не изгнали придворные дамы. Её физическая сила поразительна: так, она серьёзно покалечила трёх головорезов, пытавшихся похитить девицу.
Роман был первым произведением ван Гулика, опубликованным издательством «Scribner’s», и получил в американской прессе положительные отзывы. Детективный сюжет в материале «The New Yorker» (5 сентября 1964 года) был назван «почти холмсовским».

### «Лакированная ширма»
Роман включает 18 глав. Действие разворачивается во время первого назначения 34-летнего Ди Жэньцзе в Пэнлай. Судья возвращается с совещания по береговой обороне и получает дозволение побывать по пути в уезде Вэйпин, управляемом судьёй Тэном. Его сопровождает Цзяо Тай. На время действия романа намекает упоминание расследование о контрабанде золота в Пэнлае (вторая глава), а на совещании, с которого возвращается Ди Жэньцзе, поднимался вопрос о пресечении морской контрабанды оружия. Судья сразу вынужден помогать коллеге, ибо тело госпожи Тэн по имени Серебряный Лотос обнаружено в болоте. Тэн утверждает, что незадолго до её смерти купил лаковую ширму с изображением времён года, и на ней зашифровано его безумие, в приступе которого он и стал убийцей жены. Судья Ди находит нестыковки в его показаниях и просит не торопиться с возбуждением дела против себя самого. Далее Ди Жэньцзе выдаёт себя за беглого судейского чиновника, пустившегося по преступному пути, и изобличает настоящего убийцу. Почти сразу Ди раскрывает убийство богатого купца Ко Цзююаня, замаскированное под самоубийство. Попутно выясняется, что его деньги были кем-то присвоены, а крупная сумма в золоте украдена. Персонажи из низов группируются вокруг тунлина (младшего офицера) по имени Лю У, который возглавлял преступный мир Вэйпина. В романе два основных сюжета, которые разворачиваются параллельно, и связаны с прелюбодеянием. Супруги Тэн женаты восемь лет, их считают идеальной парой утончённых интеллектуалов, однако судья не способен на интимную жизнь с супругой, и заметно уступает ей в талантах. Поэтому она вступает в связь с чахоточным художником Лян Тэ (младшим братом менялы); узнав об этом, Тэн выследил места встреч жены с Ляном и подсматривал за ними. Он также планировал убийство жены, однако не успел: госпожа Тэн была изнасилована и убита уродливым вором по имени Куньшань, который вымещал на ней ненависть к женщинам. Судья также узнал, что все стихотворения Тэна, славившиеся среди знатоков столицы, на самом деле были написаны Серебряным Лотосом. Торговец шёлком Ко был убит при следующих обстоятельствах: когда в его дом вломился грабитель из банды тунлина — бывший студент по кличке Умник, его соблазнила жена Ко, а затем подговорила убить мужа. Пыталась она соблазнить и Цзяо Тая, причём помощник судьи по ошибке принял её за дорогую куртизанку. По контрасту искренние отношения связывают людей с дна общества: Тунлин Лю, несмотря на грубость и неотёсанность, защищает юную проститутку Гвоздику от Умника и Куньшаня, хотя она продолжает зарабатывать телом. В финале, когда Лю У восстановлен в звании, судья настоятельно рекомендует ему жениться на Гвоздике.
Энтони Баучер выпустил 12 ноября 1962 года положительный отзыв на роман, который он читал в частном издании ван Гулика, напечатанном в Куала-Лумпуре. Он утверждал, что сцены китайского городского дна напоминают по создаваемому настроению гравюры Хогарта.

### «Красный павильон»
Роман включает 20 глав. На праздник Поминовения наместник Пуяна Ди Жэньцзе оказался в соседнем уезде Цзиньхуа, управляемом его приятелем судьёй Ло. Действие разворачивается на Райском Острове — крупном центре развлечений, судью сопровождает Ма Жун. Судья случайно встретился с «цветочной царицей» — куртизанкой Осенняя Луна, которая показалась ему жестокосердной. Однако в ночь праздника её тело было обнаружено в запертой Красной Комнате, в которой как раз поселили судью. Судебный медик объявил, что она умерла от сердечной болезни, хотя на руках и шее обнаружены следы царапин и синяки. Поскольку в этом же павильоне тридцать лет назад при аналогичных обстоятельствах скончался Дао Гуан — отец нынешнего владельца всех таверн и винных лавок Райского острова, судья взялся за расследование. Вскоре открылось, что в Красном павильоне совершил самоубийство Ли Лянь — многообещающий учёный, только избранный членом Императорской академии, и остановившийся на острове по пути в столицу. Он также был поклонником Осенней Луны. Собственно, судья Ло заинтересован в расследовании именно этого дела, и привлёк Ди Жэньцзе. Ма Жун, который всегда был слаб к женскому полу, охотно помогает судье и общается с Серебряной Феей — куртизанкой второго разряда. Её избивал владелец всех антикварных лавок на острове Вэнь Юань. В этой сюжетной линии Ма Жун терпит поражение: потратив два слитка золота на выкуп девушки, он узнаёт, что она влюблена в бедного студента Цзя Юйбо, и делает широкий жест, обставив своё действие как свадебный подарок.
Дж. ван Доувер утверждал, что из всего цикла о судье Ди именно «Красный павильон» воплощал все жанровые условности классического детектива. Здесь трижды использован мотив убийства в запертой комнате, причём одно из убийств произошло за тридцать лет до начала действия. Райский Остров сам по себе является замкнутым пространством, поскольку со всех сторон окружён реками и каналами и находится вдалеке от торных дорог, дабы богатые купцы и чиновники могли без опасений пировать, общаться с куртизанками и предаваться азартным играм. Судья Ло небескорыстно обратился к судье Ди, ибо запутался в отношениях с Осенней Луной, и почти не скрывал радости от её смерти, а потом сбежал с острова. Судья Ди как конфуцианский моралист, не одобряет ничего, что видит на острове наслаждений, но заявляет, что подобного рода заведения являются «необходимым злом». Три куртизанки, действующие в романе, символизируют три возраста женщины: Осенняя Луна избрана в текущем году «цветочной царицей» — то есть самой умелой, привлекательной и дорогой публичной женщиной в самом расцвете красоты. Однако она самовлюблённая гордячка, третирует всех, кто ниже её по статусу на острове наслаждений, и образ жизни постепенно убивает её: она страдает головокружениями и сердцебиениями. Серебряная Фея — совсем молоденькая пухлая крестьянская девушка, проданная на остров за долги родителей, и ещё не успевшая развратить свою душу. Слепая госпожа Лин — некогда была царицей цветов по имени Нефритовая Яшма, но тридцать лет назад её карьеру навсегда оборвало заболевание оспой, и она живёт в лачуге и учит молодых девушек музыке. В финале романа она ласкает на коленях изуродованный проказой труп своего былого возлюбленного — Ли Вэйцзина, императорского цензора. Тридцать лет назад он убил своего соперника в любви — Дао Гуана, а ныне вернулся на остров, более напоминая порождение ада. Его сын — академик Ли Лянь — покончил с собой, ибо тоже понял, что заразился проказой. Моральный посыл романа очевиден — «успешные» куртизанки обречены, их профессия корёжит души и тела, и уродует окружающих, кто пользуется их благосклонностью. Одна только Серебряная Фея смогла избежать гибели благодаря щедрости Ма Жуна и бескорыстной любви Цзя Юйбо.
По мнению Дж. ван Доувера, одной из лучших сторон «Красного павильона» (как и вообще всей серии о судье Ди) является наличие эксцентричных второстепенных персонажей, которые не важны для основного детективного сюжета, но усиливают достоверность повествования, оттеняют основных персонажей, придают их действиям психологическую глубину. В романе особую роль играют сотрудники службы безопасности Райского острова по прозвищу Краб и Креветка. Краб — физически сильный великан, Креветка — пронырливый горбун. Они безгранично преданы друг другу и совершенно не интересуются женщинами, ибо вся их жизнь прошла в заведениях Райского Острова. Это умелые и безжалостные бойцы: Креветка поразил Ма Жуна искусством обращения с гирей на цепи.
Энтони Баучер рецензировал роман в газете «New York Times» (12 ноября 1961 года). В его распоряжении было издание автора, выпущенное в Куала-Лумпуре, которое он характеризовал, как «одну из лучших головоломок» ван Гулика.

### «Обезьяна и тигр»
Десятая по счёту книга о судье Ди стала, отчасти, экспериментальной. Роберт ван Гулик отказался от мотива расследования трёх дел, вместо этого под одной обложкой были объединены две повести с самостоятельными сюжетами и списками действующих лиц. Действие разделено десятью годами. Увеличились авторские комментарии: они объясняли китайский астрологический цикл и искусство игры на китайской лютне, которому в 1940 году посвятил отдельную научную монографию сам ван Гулик. В китайской астрологии обезьяна и тигр символизируют противостоящие друг другу стихии и типы характера. Тигр символизирует стремление к цели и волю, независимо от состояния и возможностей. Обезьяна — слабое существо, которое стремится избегать угрозы, и при этом всегда воспользуется любой возможностью сделать нечто исподтишка. Дж. ван Доувер называл примечательным совпадением, что Мао Цзэдун в конце жизни признавал, что его характер формировался под обоими астрологическими знаками Обезьяны и Тигра.
В выпуске «Saturday Review» от 25 июня 1966 обозреватель Сарджент Кафф отметил, что обе новеллы сборника «вполне соответствуют друг другу и уровню серии».

#### «Четыре пальца»
Английское название повести — «Утро обезьяны». Действие происходит в Ханьюане в 666 году, на десятом месяце пребывания Ди Жэньцзе в должности. Однажды безмятежным утром судья Ди пьёт чай на веранде казённой резиденции наместника и наблюдает за играми гиббонов. Неожиданно одна из обезьян уронила дорогое золотое кольцо. Судья призывает Дао Ганя, который ещё проходит испытательный срок, и они обнаруживают изуродованное тело пожилого человека, одетого, как бродяга; однако ноги и руки изобличают состоятельного человека, не занятого физическим трудом. Это оказался богатый аптекарь Дуань Моуцай, который давно хотел бросить налаженное дело и зажить вольной жизнью. В основном это желание подпитывалось его чувствами к барышне Сэн — сестре главы небольшой ватаги нищих. Однако Дуаня из ревности убил умственно неполноценный сын его коллеги-аптекаря Вана, отец даже пытался взять вину на себя. Судья осудил старшего Вана за занятия контрабандой, тогда как душевнобольные не подлежат судебной ответственности. Бродяги поступают в армию (повторяется сюжетный ход «Лакированной ширмы»), а барышня Сэн выходит замуж за давно обручённого с ней лодочника.

#### «Ночь тигра»
Действие происходит в загородном поместье землевладельца Миня, куда судья Ди заехал во время пути из Бэйчжоу в столицу в 676 году. Впервые его не сопровождает никто из постоянной свиты: судья спешит принять высокую должность председателя столичного суда. При этом он скорбит о смерти Хун Ляна и самоубийстве госпожи Го. Из-за резкого потепления северные провинции настигло гибельное наводнение. Судья успел переправиться, но оказался отрезан от вооружённой поддержки — мост был смыт потоком. Местность, в которой он оказался, терроризирует банда «Летучих Тигров». Банда обложила поместье данью, но подготовленное для выкупа золото исчезло. Вскоре умерла дочь хозяина. Ди обнаруживает, что в гробу тело совершенно другой девушки — служанки по имени Астра. Ему удаётся разоблачить дочь хозяина Цзиюй, которая соблазнила управляющего Янь Юаня. Злобная девица (именно она заколола Астру) покончила с собой. Накануне Ди передал дюжину писем правителю округа через мальчишек, запускавших летучих змеев, и военный отряд прибыл до того, как «Летучие Тигры» взяли поместье штурмом.

### «Пейзаж с ивами»

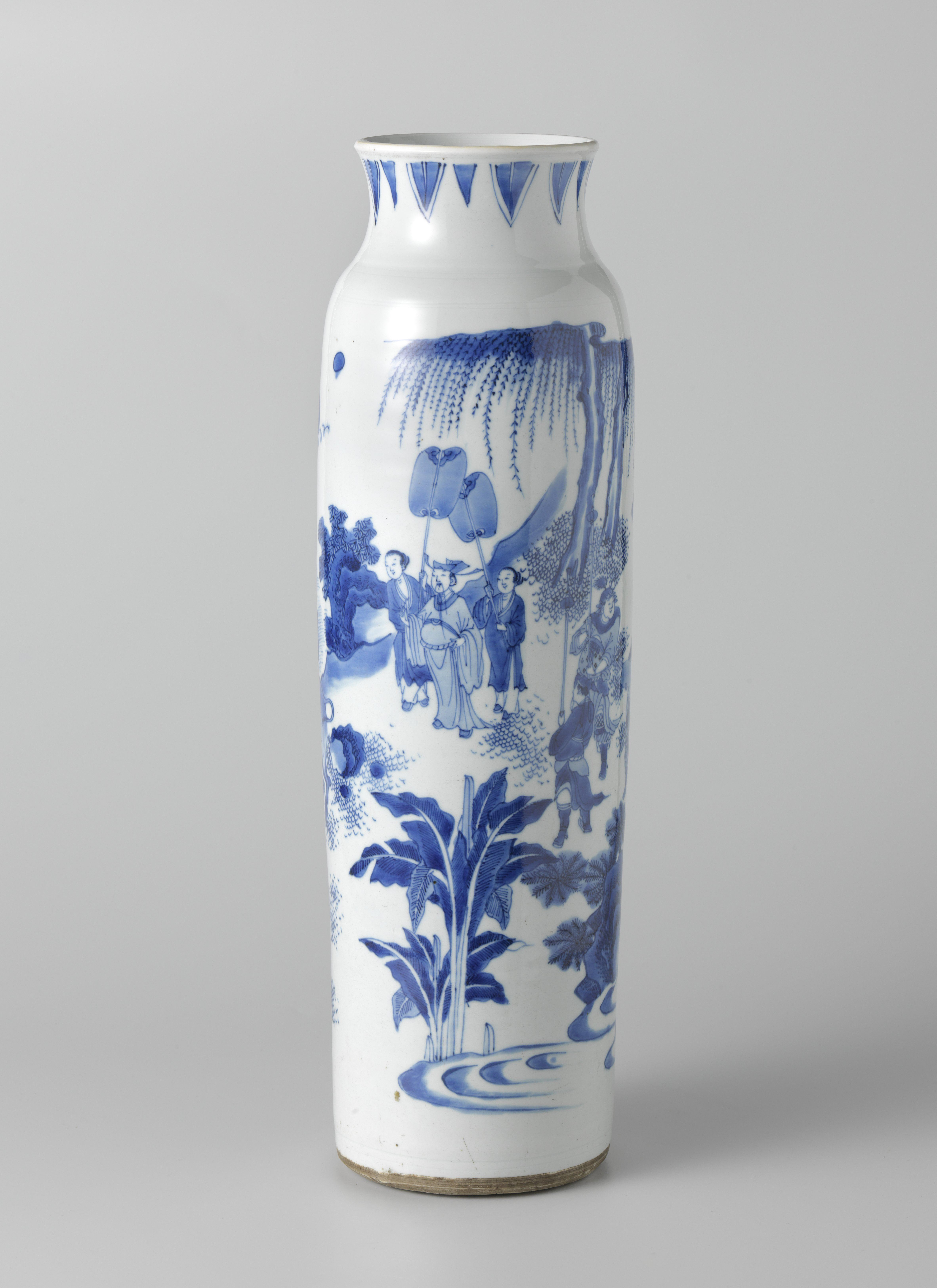
Белая ваза с росписью кобальтом цинской эпохи. В верхней части присутствует рисунок ивы

Роман включает 20 глав. Ди Жэньцзе поднялся в ранге до председателя Столичного Суда, при нём находятся верные Цзяо Тай, Ма Жун (зачисленные в императорскую гвардию и дослужившиеся до тысячников) и Дао Гань, сделавшийся главным секретарём суда. Столица империи охвачена чумой, поэтому на время отъезда монаршего семейства судью назначили временным чрезвычайным губернатором. Как обычно, сюжет включает расследование трёх дел: «об ивовом рисунке», «крутой лестнице» и «об убитой крепостной». Состоятельный аристократ И Гуйлин обнаружен мёртвым в собственном особняке, рядом с телом — разбитая ваза с синим ивовым пейзажем. Это дело привело судью к зловещим связям в среде «старых семейств» столицы, которые определяют дальнейшее действие. Богатый купец Мэй Лян, якобы, поскользнулся на мраморной лестнице и умер от удара головой. Хотя вдова и семейный врач настаивают, что это был несчастный случай, председатель Ди не верит и начинает расследование. Последнее дело связано с убийством жены кукольника Юаня одним из представителей «старых семейств». Юань не имеет возможности отомстить законными средствами, а его дочери — близнецы Коралл и Синеглазка — обучаются боевым искусствам и тоже жаждут мщения. Судья покарал убийцу, вынеся ему приговор по другому делу. Он же оставил нераскрытым случай, когда Синеглазка убила И Гуйлина, когда он пытался запороть до смерти её сестру Коралл.
Главным героем романа является Ма Жун. В деле о разбитой вазе он знакомится с акробаткой Синеглазкой, убитая мать которой была из его родного уезда Фулин провинции Цзянсу, поэтому они могут говорить на местном диалекте, непонятном столичным жителям. Неудивительно, что в финале ловелас Ма Жун женится сразу на обеих сёстрах. В романе представлен глубокий социальный конфликт между царствующим домом и представителями «старых семейств», для которых императорская династия — всего лишь временщики. Это позволяет сюжетно совместить особенности и китайского, и западного детективного жанра: убийца известен с самого начала, однако читатель в финале должен получить совершенно неожиданную развязку. В первой же главе судья Ди опознаёт убийцу мужа — супругу Мэй Ляна, а её сообщником, предположительно, является врач Лю. Однако только одно из этих предположений судьи верно. Эпидемия чумы создаёт дополнительное художественное измерение в романе. Хотя в исторических хрониках нет упоминаний об эпидемии в столице во время жизни Ди Жэньцзе, чума является метафорой мрачных событий и отвратительных тайн во всех слоях общества. Начало действия отнесено к летнему сезону, когда стоит сильная жара и нависают тучи, скрывающие солнце. После разоблачения преступников Небо ниспосылает дождь, который должен в буквальном смысле очистить город.
В послесловии к роману ван Гулик отмечал, что использование пейзажного мотива с плакучей ивой, написанного кобальтом по белому фарфору — намеренный авторский анахронизм, так как эта техника была изобретена в Англии XVIII века. Рецензенты сосредоточились именно на этом признании автора, как, например, Сарджент Кафф. Обозреватель «Library Journal» (майский выпуск 1965 года) рекомендовал роман любителям и коллекционерам фарфора. Рецензент и редактор журнала «The Times Literary Supplement» (выпуск 15 июля 1965 года) Джон Уильям Миллс Уиллетт единственный сосредоточился на сексуальных мотивах в романе, и считал количество представленных «извращений» чрезмерным.

### «Убийство в Кантоне»
Завершающее повествование по внутренней хронологии цикла, в котором писатель вернулся к особенностям своего раннего творчества. Текст романа разделён на 25 глав, повествование предваряется картой богатого приморского торгового порта Гуанчжоу, более известного для западных читателей под диалектным названием «Кантон». Ди Жэньцзе — председатель Столичного Суда — направлен на Юг для чрезвычайного расследования: в порту, где много иностранных купцов, пропал императорский цензор с помощником. Судью сопровождают достигшие высокого чина тайвэй (тысяченачальник) Цзяо Тай и Дао Гань. Советник цензора Су убит в присутствии Цзяо Тая, чуть позже тело цензора обнаружено в буддийском храме. Немалую роль в расследовании играет танцовщица Зумурруд, отец которой был арабом, а мать была из племени париев-танка («водных людей»). Она привлекала многих, включая арабского старшину Мансура и кантонского богатея Лян Фу, на краткое время её любовником сделался и Цзяо Тай. Жена градоправителя Бао вступает в платонический роман с другим мужчиной — другом детства, — и была убита во время свидания. Судья обнаруживает, что убийство было совершено по ошибке: целью была её сестра Ланьли. Мансур оказывается родственником арабского халифа и мечтает устроить в Кантоне восстание, ограбить город, и вернуть расположение владыки правоверных. Поскольку смерть цензора согласовывалась с планами заговора императрицы У по низвержению наследника престола, судья отказывается продолжать расследование и возвращается в столицу.
Главными действующими лицами в романе являются Цзяо Тай и Дао Гань. Ма Жун, женившись на двух сёстрах Юань, наплодил восьмерых детей и не может оставить семью (холостяки Цзяо и Дао заявляют, что их друг стал совершенным подкаблучником). Цзяо Тай представляет в цикле о судье линию несчастного одиночки, все возлюбленные которого умирают. На арабской попойке он видит Зумурруд, которая всколыхнула в нём некие сокрытые от него самого чувства, «как бы исчерпывающие его естество во всей полноте». Его любовь столь сильна, что даже когда танцовщица признаётся в убийстве цензора, Цзяо Тай немедленно принимается разрабатывать план спасения. Когда она была убита, тайвэй подал рапорт об отставке из суда и переводе на северную границу, где идёт война. Однако его смерть была обставлена ван Гуликом по-другому. В романе «Золото Будды», в котором происходит первое знакомство Цзяо Тая и судьи Ди, бывший разбойник восхищается мечом «Дракон Дождя». В порыве чувств, Цзяо объявляет, что так как ему суждено умереть насильственным образом, то стоит молиться, чтобы лезвие именно этого меча было омыто его кровью. Прорицатель в романе «Лакированная ширма» также нагадал Цзяо Таю смерть от меча. Действительно, в 24-й главе злодей Мансур пробирается в резиденцию судьи, берёт «Дракон Дождя» и пытается заколоть спящего Ди. Однако Цзяо Тай успел прибежать из соседней комнаты и отбил атаку, получив смертельный удар мечом своего начальника. Судья Ди завещает, что «Дракон Дождя» будет погребён вместе с Цзяо Таем. Неисправимый женоненавистник Дао Гань отбивает от двух насильников слепую девушку по имени Ланьли, которая ловит певчих сверчков и делает для них клетки. Она оказалась сестрой богача Лян Фу, который с детства испытывал к ней противоестественное влечение, а затем ослепил. Далее Лян Фу смог полюбить другую женщину, только когда увидел Зумурруд, купил её, но та всячески унижала его. Он нанял наёмного убийцу, а затем повелел набальзамировать танцовщицу и поместить её обнажённое тело в родовой храм, чтобы она принадлежала только ему. Вдобавок, Зумурруд пленился императорский цензор, который мог обеспечить презренной полукровке место в обществе китайцев. Она убила его по собственной неосторожности, дав яд, действующий некоторое время, но не успев ввести противоядие. После смерти Лян Фу, разоблачённого судьёй (22-я глава), Ланьли отказывается от семейного состояния. После смерти Цзяо Тая Дао Гань осознаёт, что жаждет только «умиротворения и покоя» и просит Ланьли стать его женой и сопровождать в столицу.
«Убийство в Кантоне» было последним романом ван Гулика, рецензию на который дал Энтони Баучер («New York Times» 20 августа 1967 года). Впрочем, критик счёл, что с точки зрения интриги это не самый сильный из текстов о судье Ди, но детали повествования назвал «чистым наслаждением».

### «Призрак в храме»
Действие романа отнесено ко времени службы Ди Жэньцзе правителем уезда Ланьфан в 670 году. Повествование включает 21 главу, предваряется картой города. Судью сопровождают советник Хун Лян и помощник Ма Жун. За год до начала действия были похищены пятьдесят слитков золота, предназначенных для выплат уйгурскому хану. Параллельно судье приходится расследовать исчезновение дочери Ляо У, которое как-то связано с заброшенным храмом Пурпурных Облаков, расположенным вне городских стен. При осмотре храма судья находит обезглавленное тело бандита Сэн Саня и отрезанную голову другого человека. Эти находки могут быть связаны с делом о пропаже золота. В финале судья собирает всех фигурантов в главном зале храма. В этом романе ван Гулик отказался от деления повествования на три эпизода, хотя сюжет вполне это позволяет. Как и в случае с «Пейзажем с ивами», автор начинает повествование с описания преступления, хотя имена фигурантов не названы. Главной злодейкой оказывается при этом женщина. Судья Ди, как и положено в классическом западном детективе, перечисляет перед своими помощниками возможные варианты расследования и возможные обвинения, которые могут быть предъявлены подозреваемым.
В противоположность китайскому канону, судья собирает фигурантов на месте преступления, а не в главном зале управы. Судья при этом уже знает убийцу. Ещё одним новшеством в повествовании является более глубокое описание трёх жён судьи Ди. Старшая празднует свой 39-й день рождения, они женаты с Ди Жэньцзе уже два десятка лет. Это главная домоправительница, которая твёрдой рукой ведёт большое хозяйство, хотя и имеет классическое образование. Именно для неё в качестве подарка судья выбрал антикварную шкатулку чёрного дерева, однако нефритовая вставка на крышке помогла раскрыть тайну пропавшего золота. Средняя жена является домашним счетоводом, при этом убеждённая буддистка. Третья, младшая жена, урождённая Цао, вошла в семью Ди после изнасилования, когда была отвергнута отцом и мужем, и не смогла покончить с собой (в романе «Золото Будды»). У неё артистическая натура, она умелый каллиграф и живописец, поэтому естественным образом воспитывает всех детей Ди Жэньцзе и даже помогает мужу в расследованиях. Храм Пурпурного Облака оказался убежищем тантриков, чья последняя жрица Тала продолжает активно действовать в городе, а её былой возлюбленный возглавляет гильдию нищих.
Энтони Баучер высоко оценил достоинства романа, сообщив в рецензии, что материал «очень красочный», а персонажи «прекрасно сочетаются друг с другом» («New York Times» от 12 марта 1967 года). Рецензент «Times Literary Supplement» (21 июля 1966), говоря об английском издании, выразил удовольствие, что слишком навязчивая в предыдущих произведениях сексуальная тема оказалась значительно смягчена.

### «Судья Ди за работой»
Сборник из восьми рассказов носил, по мнению Дж. ван Доувера, экспериментальный характер. Эпизоды относились к разным этапам карьеры судьи Ди: действие первых трёх рассказов происходит в Пэнлае, четвёртого в Ханьюане, пятого и шестого — в Пуяне, седьмого и восьмого — в Ланьфане. Эпизоды располагаются в точном хронологическом порядке: события «Пяти благовещих облаков» разворачиваются через неделю после прибытия судьи в Пэнлай, а «Канцелярского убийства» — ещё через шесть недель, и так далее. Шесть из восьми рассказов в 1961 году были опубликованы на голландском языке в авторском сборнике «Zes Zaken voor Rechter Tie» («Шесть дел судьи Ди»: не вошли «Пять благовещих облаков» и «Он приходил с дождём»). Окончательный вариант сборника увидел свет по-английски в 1967 году.

#### «Пять благовещих облаков»
В числе действующих лиц фигурирует судовладелец Ли Бэн («Золото Будды»). Супруга бывшего секретаря столичного ведомства юстиции Хэ найдена повешенной в садовом павильоне. Хотя всё указывает на самоубийство, судья приходит к выводу, что это преднамеренное убийство. На это указывает сложная курильница-часы, которая была потушена в половину пятого утра. Художник Фэн, репутация которого весьма сомнительна, около этого времени был замечен в обществе госпожи Хэ. В результате судья изобличил в убийстве женщины её собственного мужа, поскольку тот точно назвал судье время смерти, а весь набор улик против художника был слишком тщательно подобран. В этом рассказе судья Ди вновь предстаёт как конфуцианский моралист. Он явно не одобряет встреч госпожи Хэ с Фэном, хотя они не сопровождались прелюбодеянием. Тем не менее, в финале судья велит ещё одному судовладельцу сделать художнику заказ и сразу заплатить пять серебряных слитков: «Осуждение чьих-то нравственных критериев ещё не повод, чтобы оставить человека умирать в нищете».

#### «Канцелярское убийство»
Во время службы в Пэнлае Ди Жэньцзе с Ма Жуном и Цзяо Таем отправился с инспекцией в форт, которым командует воевода Фэн. Поводом стало исчезновение документа в архиве уездной управы, приведённом Хун Ляном в идеальный порядок. Вдобавок лучший лучник гарнизона Мэн Готай был осуждён за убийство заместителя коменданта Су. Во время инспекции судья приходит к выводу о невиновности Мэна, несмотря на его отвратительные манеры и нелюбовь к штатским. Расследование показало, что пропавший документ был подменён, и должен был привести к тому, что военное министерство перечислило бы крупную сумму корейскому купцу по фамилии Пак. Убийцей оказался офицер Ши Лян, который задолжал крупную сумму денег. Главной уликой оказалась повреждённая красная тесьма, которой связывали официальные документы.

#### «Он приходил с дождём»
Через шесть месяцев после предыдущей истории судья Ди, изнывая от летнего влажного зноя, решил до завтрака прогуляться по городу. Он размышляет над идеей старшей жены взять госпожу Цао («Золото Будды») третьей женой. Заглянув в чайную при храме Конфуция, судья узнаёт, что в старой башне обнаружено тело ростовщика, причём в этой башне обитала глухонемая девушка по имени Иволга. Главным подозреваемым является молодой рыбак Ван Саньлан, которого видели близ места убийства. Иволга знает несколько дюжин иероглифов, но при допросе пишет странности, например, что её посещал добрый дух, который «приходил с дождём», а затем его подменили чёрные карлики, превратив в труп ростовщика Чжун Фаня. Обозревая его библиотеку, судья неожиданно понял, что ростовщик, который был крайне уродлив внешне, являлся сентиментальной личностью, жаждавшей искренней любви. Почти все книги в его доме были сборниками любовной поэзии. В финале оказывается, что ростовщика убил Линь — деловой партнёр Чжуна, поскольку старец завещал всё своё состояние глухонемой Иволге. Это обеспечит её брак с Ваном, который тоже истово верит в духа дождя.

#### «Убийство среди лотосов»
Действие происходит в Ханьюане. Убит старый поэт Мэн Лан, который женат на бывшей куртизанке Агат, и живёт в небольшом доме на задах весёлого квартала. Подозрение сразу падает на молодую женщину, но судья отправляет Ма Жуна расспросить её бывших товарок. Выясняется, что преступниками являются двое её бывших поклонников, один из которых, вдобавок, замышлял ограбить курьера императорского казначейства. Мужа Агат убил аптекарь Юань. В финале ей сделал предложение давно любивший её чайный купец. Сама Агат станет богатой женщиной, ибо половина состояния Юаня достанется ей по закону в качестве виры. По словам самого автора, заключительный фрагмент рассказа основан на судебном деле 33 (A и B) из сборника «Тан инь би ши».

#### «Два бродяги»
В Пуяне найден труп учителя, служившего богатому семейству ювелиров; он валялся с размозжённой головой в канаве, одетый, как бродяга. Расследование привело в дом свиданий госпожи Гуань, расположенный невдалеке от резиденции гильдейского начальника. Гуань сообщает, что у неё имеется конкурентка, действующая под псевдонимом «Росинка»; подлинная её фамилия Лян. Именно она и оказалась убийцей, что, между прочим, вновь избавило любвеобильного коллегу Ди — судью Ло — от неуместной привязанности в «мире цветов и ив». В рассказе упоминается, что у судьи Ди трое детей; старшего сына он зовёт «А Кэй», а дочь «Старшей сестрицей».

#### «Другой меч»
Действие разворачивается в Пуяне. Судья Ди находится в соседнем уезде Уи на совещании, его замещают Ма Жун и Цзяо Тай. Однажды они присутствуют на акробатическом представлении в трактире, во время которого глава труппы по фамилии Бао заколол сына своей ветреной жены: бутафорский меч был подменён боевым. Цзяо Тай арестовал бродягу по имени Ху Дама, поскольку дело явно оборачивалось против него. Далее помощники изложили судье эту историю в письменном виде. В ту же ночь судья вернулся, и признал, что совершённые Ма и Цзяо аресты вполне оправданны. Однако меч подменила дочь Бао, которая ревновала его жену к мошеннику Ло, тот выдавал себя за торговца рисом из Уи, и обещал жениться.

#### «Царственные гробы»
Действие разворачивается в пограничном гарнизоне Дашигу уезда Ланьфан. Ди совершает инспекционную поездку, поскольку наместник повелел разузнать, смогут ли уйгуры соединиться с татарским ханом. Убита госпожа Пэн, виновным в смерти которой был назван офицер У, признанный также виновным в прелюбодеянии. Однако казнь была отсрочена. Проститутка Жасмин, которая родила У ребёнка, считает, что он невиновен. Более того, она единственная пыталась вступиться за У, из-за чего муж покойной — офицер Пэн — выпорол её чуть ли не до полусмерти. Ди, общаясь с офицером Пэном, подверг обвинение сомнению. Однако у главнокомандующего более серьёзная забота: безопасность границы зависит от того, кому из своих командиров он может доверять. Сун обвинил Лю в сговоре с уйгурами и объявил, что тот скрыл в саркофаге наследного принца, похороненного в Дашигу, двести полных комплектов доспехов, отмеченных особыми знаками. В нужный момент сообщники Лю в штабе взломают гроб, облачатся в помеченные доспехи и перебьют всех командиров, не состоящих в заговоре. Ди, осматривая гробницу, удостоверяется, что саркофаги наследника и его жены не вскрыты и не несут следов взлома. Он не имеет права вскрывать царственные гробы и не имеет времени ожидать разрешения. Тогда он просит дать сапёров, чтобы утопить гробы в озере (формально, дабы захоронения не были осквернены уйгурами в случае прорыва). Гробы не затонули, следовательно, внутри не было тяжёлых доспехов. Эту историю ван Гулик заимствовал из примечания к судебному делу 35В сборника «Тан инь биши».
Главнокомандующий пришёл к выводу, что с ханом сговорился именно Сун, и отдал приказ о его немедленном аресте. Пользуясь моментом, Ди разоблачил Пэна: будучи гомосексуалом, он по приказу отца женился. Когда же он признался в любви сослуживцу У и тот отверг его, Пэн задушил постылую жену и обвинил в убийстве У. По приказу главнокомандующего он покончил с собой. У выпускают из тюрьмы и судья ведёт его в дом Жасмин, воспоминания о которой дали ему силы продержаться год в тюрьме.

#### «Новогоднее убийство»
По закону начальник уезда не может находиться на своём посту более трёх лет, но для судьи Ди в Ланьфане заканчивается уже четвёртый год службы, а все обращения в столицу остаются без ответа. Новогоднюю ночь судья проводит в кабинете, поскольку отправил всех жён и детей в сопровождении Хуна погостить у тёщи (матери старшей жены), и все вернутся не раньше весны. Мальчик Сяобао (Маленькое Сокровище) вызывает стражников в переулок, заявив, что его родители устроили потасовку. На месте оказалась огромная лужа крови и тесак, который явно был орудием убийства. Сначала судья думал, что произошла банальная бытовая ссора: вернувшийся муж уличил жену в неверности, найдя шёлковый платок, расшитый золотом. Иероглиф указывал на фамилию ростовщика Шэна (оказалось, что жена вышивала эти платки на заказ). В финале все оказываются живы, а кровь была свиной: пьяный хозяин дома опрокинул таз с кровью животного, зарезанного на праздник.
Рассказ «Новогоднее убийство» ван Гулик написал в 1958 году, когда был послом Нидерландов в Бейруте. Под новый год посол напечатал рассказ в виде 32-страничной брошюры и распространял среди служащих и коллег как новогодний подарок. Дж. ван Доувер сравнивал идею с «Голубым карбункулом» Конан-Дойля, в котором отсутствует преступление при полном сохранении детективной интриги. Убедившись, что насилия нет и все живы, судья желает всем фигурантам счастливого нового года и официально повелевает переименовать сына главных героев в Дабао — Большое Сокровище.

### «Ожерелье и тыква-горлянка»
Действие романа отнесено ко времени, когда Ди Жэньцзе получил назначение в Пуян, и остановился по пути в Хэши. Его верные помощники Ма Жун и Цзяо Тай отправляются в деревню, чтобы помочь истребить расплодившихся диких кабанов, и появляются только в последней главе. Ди встречает даосского наставника по имени Тыква, который принял его за лекаря; это становится маской судьи. В городе Хэши располагается резиденция любимой дочери императора — Третьей Принцессы, за которой присматривают евнух Лэй Ман и фрейлина Гортензия. По просьбе командира гвардии Сю судью под видом лекаря проводят во дворец и принцесса поручает отыскать пропавшее жемчужное ожерелье, даруя полномочия цензора и право беспрепятственного прохода к ней в любое время. Судья обнаруживает, что убийство счетовода гостиницы Тай Мина, исчезновение жены хозяина Вэя, и пропажа ожерелья принцессы связаны между собой. И в этом романе объёмом 22 главы, нет деления сюжета на три дела, однако двусловное название намекает на двухчастное повествование, построенное на контрасте. Главным двигателем сюжета является поиск ожерелья из 84 отборных жемчужин — подарок императора своей любимой дочери, с условием, что она непременно должна выйти замуж с этим украшением. До судьи доходят смутные слухи, что принцессу удалили из столицы из-за связи с начальником гвардии по фамилии Кан, вдобавок, чувства императора к дочери совершенно не отцовские. Выясняется, что интригу с ожерельем организовал евнух, который был при Третьей Принцессе от рождения и считает её своей собственностью. Косвенно это бы помогло усилению придворной группировки евнухов. Ди Жэньцзе решает, таким образом, политическую задачу первостепенного значения: принцесса выйдет замуж за честного военачальника, император окажется далеко от предмета неестественной страсти (если таковая действительно существовала). Евнух покончил с собой после провала его плана. Ожерелье украл по его наущению счетовод Тай Мин, и замаскировал жемчужины под видом костяшек на счётах. По мнению Дж. ван Доувера, ожерелье в структуре романа представляет мирскую власть и посюстороннюю жизнь, а также конфуцианские ценности, которые отстаивает судья Ди.
Духовное начало и даосскую философию представляет в романе наставник Тыква. Калебас или тыква-горлянка, из которой пьёт в первой главе судья Ди, символизирует пустоту и противоположна ожерелью. Физически даос Тыква — почти копия судьи Ди, такого же роста, физической силы, и с длинной бородой. Именно он принял Ди за странствующего лекаря, и с подачи наставника и в городе судью принимают за его знакомого. Отличий два: ноги наставника искалечены, он передвигается на осле, держа при себе пару костылей. Его калебас всегда пуст, и это, по его словам, — «бо́льшая ценность, чем любое снадобье». Даос прекрасный воин: когда в седьмой главе на судью нападают разбойники, наставник Тыква ловко парирует удары мечей и копий. Затем он с отвращением отбрасывает оружие, а на вопросы судьи отвечает, что сам всего лишь «пустая оболочка». «Благодаря моей пустоте в меня перетекает то, чем наполнен противник. Я стал им, моим врагом, и делал всё точно так же, как он. Фехтовать со мной — столь же бессмысленно, как сражаться с собственным отражением в зеркале». В семнадцатой главе судья использовал этот метод, чтобы разгадать, куда Тай Мин мог спрятать ожерелье. В финале романа судья обнаруживает, что именно наставник Тыква является истинным отцом Третьей Принцессы, ибо он когда-то был знаменитым воеводой по имени Оуян Пэйхань. Раненный в бою, он пятнадцать лет провёл в плену у северных кочевников. Его любимая наложница, носившая дитя под сердцем, попала в царственный гарем, а её дочь была признана императорской. Евнухи пошли на это, чтобы не понести наказания, ибо не удостоверились в девственности избранницы монарха. Так бывший генерал «познал пустоту мирской любви» и сделался бродячим монахом. Судья Ди вспомнил, что за двадцать пять лет до времени действия вся империя оплакивала отважного полководца.
Рецензент «New York Times» (номер от 16 мая 1971 года) резко отозвался о романе, заявив, что «он так же плохо написан, как и его предшественники. Судья Ди действует как стандартный частный сыщик, используя меч вместо кулаков и револьвера, так что старый Китай вполне может обернуться современным Чикаго». Иллюстрации были названы «такими же неуклюжими, как и стиль».

### «Поэты и убийство»
Последнее из написанных ван Гуликом произведений про судью Ди, включающее 28 глав. Ди Жэньцзе служит начальником уезда Пуян, однако по приглашению соседнего судьи Ло проводит несколько дней в его уезде Цзиньхуа на праздновании Середины Осени. У судьи Ло гостит отставной глава Императорской Академии Шао Фаньвэнь, придворный поэт Чжан Ланьбо, а также знаменитая поэтесса Юйлань, которая находится под стражей, поскольку забила до смерти служанку. Вскоре обнаруживается тело Сун Ивэня — студента, занятого архивными изысканиями по делу казнённого восемнадцать лет назад генерала, обвинённого в заговоре против императора. На банкете, устроенном Ло, убита в своей гримёрке танцовщица по прозвищу Маленький Феникс. Расследование приводит судью к алтарю Чёрной Лисы, хранительницей здесь служит полоумная девушка Шафран, она почти не умеет говорить. Когда судья начинает излагать свои гипотезы, признаются сразу два подозреваемых, один из них покончил с собой. Хотя формально сюжет не разделён на три дела, но судья ведёт расследование трёх убийств. Студент Сун Ивэнь убит в запертой комнате, Маленький Феникс убита во время фейерверка, генерал был обвинён несправедливо. Косвенно судья раскрывает и убийство служанки Юйлань. Все перечисленные случаи связаны между собой.
Немалую роль в повествовании играет поэзия. Среди действующих лиц шестеро писали стихи, включая самого судью Ди, который составил наставление для земледельцев в ста строфах. Судья Ло, поэт-любитель, намеренно пригласил к себе четверых знаменитостей, дабы получить от них полезный опыт, а, в идеале, обрести признание. Чжан Ланьбо входит в число подозреваемых, но его жизнь наименее интересна для окружающих: он слишком рационален. Напротив, Юйлань живёт почти исключительно бурными чувствами. Её прототипом, вплоть до деталей биографии, выступила знаменитая танская куртизанка Юй Сюаньцзи, как разъяснил в комментарии сам автор; стихотворения в тексте, числом два, также принадлежат ей. В романе ван Гулика у Юйлань были любовные связи с двумя из четырёх поэтов, а убийство танцовщицы было связано с лесбийскими устремлениями. Служанку поэтесса забила до смерти, потому что та рылась в её драгоценностях. Студента Суна убила также Юйлань. Мистическая линия в детективе представлена народными представлениями о лисицах: многое в сюжете завязано на алтарь Чёрной Лисицы (Шафран умерла от бешенства, укушенная животным), есть лисье святилище и в резиденции судьи Ло. Главным собеседником судьи выступает служитель лисьего культа — псаломщик Лу.

## Литературные особенности

### Судья Ди и его окружение

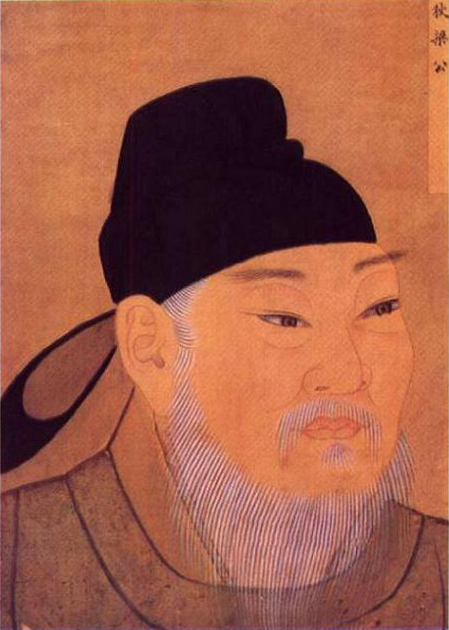
Репродукция портрета Ди Жэньцзе из коллекции Музея Гугун

Имена персонажей — судьи Ди, Цзяо Тая, Ма Жуна и Дао Ганя, — и модель отношений между ними писатель заимствовал из романа «Знаменитые дела судьи Ди». Однако в собственных романах и повестях это персонажи, созданные авторской фантазией. Литературная биография Ди Жэньцзе с его семейными обстоятельствами и служебной карьерой, почти не соотносилась с немногими сведениями, известными об историческом персонаже. Роберт ван Гулик утверждал, что вылепливая образ судьи Ди, он пытался соблюсти компромисс между конфуцианским чиновником-«сверхчеловеком» китайской традиции, и живой личностью, которая со временем обретала всё новые черты. В самом начале повествования (роман «Золото Будды») Ди Жэньцзе стремится от бумажной рутины столичных канцелярий к реальной работе с людьми в провинции, и сам просится на должность магистрата уезда Пэнлай. Судью Ди ван Гулик представлял как высокого физически развитого мужчину, который является отличным кулачным бойцом, наездником и фехтовальщиком на мече и на шесте, носит окладистую бороду и имеет трёх жён. По убеждениям он является строгим моралистом-конфуцианцем, имеет явное предубеждение против буддизма и даосизма, равно презирает всех «варваров», искренне считая, что за пределами Китая нет ничего хорошего. Он человек своей эпохи: не отрицает существования сверхъестественных явлений, видит вещие сны, использует даосские психологические практики для расследования преступлений, но всё-таки предпочитает искать рациональные объяснения происходящим событиям.
Под термином «судья», используемом в детективах ван Гулика, подразумевался магистрат — уездный начальник, — то есть представитель центральной имперской власти на территории примерно 35—50 км вокруг укреплённого города. В функции магистрата входили вообще все гражданские и уголовные дела на подвластной ему территории, включая вопросы налогообложения, регистраций рождений, смертей и браков, решение судебных тяжб. Временно назначенный правитель (стандартно на три года) жил на территории казённой управы вместе с семьёй. Естественно, он нуждался в надёжных и опытных помощниках, которые и осуществляли повседневную работу по расследованию преступлений, сбора материалов для расследования и его бюрократического оформления. Лично судья редко опускается до непосредственного расследования и «грязной» работы, что соответствует реальности. Противниками Ди Жэньцзе обычно оказываются незаурядные люди, часто могущественные и даже старше его по званию, с которыми судья чаще всего ведёт духовное противостояние.
Разрабатывая характеры помощников судьи Ди, писатель оставил в неприкосновенности лишь их число и имена. На лепку характеров сильно повлияли традиционные романы, такие как «Речные заводи», «Трое смелых, пятеро справедливых». Так, Цзяо Тай происходил из древнего титулованного рода, некогда успешно делал военную карьеру. Имея средний офицерский ранг, он раскрыл измену генерала, написал об этом императору, не получив никакого ответа. Восстановив справедливость, как сам её представлял, Цзяо Тай ушёл в разбойники, неукоснительно соблюдая при этом рыцарский кодекс. Ма Жун также был военным, простым солдатом, который был вынужден податься в разбойники из-за несправедливости начальства. Дао Гань представлял совершенно другой тип личности: некогда он был профессиональным вором и мошенником, отлично умел мухлевать в азартных играх, составлять двусмысленные договоры и контракты, подделывать печати и подписи, взламывать замки, и тому подобное. Тем не менее, когда его чуть не забили насмерть ограбленные крестьяне, Дао Ганя спас судья, и тот отплатил непоколебимой преданностью, используя свои навыки для нужд расследований. Эти трое выполняют для судьи черновую работу, собирают информацию по игорным притонам и публичным домам, сражаются с бандитами и рискуют при задержании подозреваемых. Ма Жун выступает в стандартной роли соблазнителя, хотя его непостоянство служит постоянным предметом подначек коллег. Он неизменно вызывает симпатии у самых разных женщин и постоянно вовлечён в случайные любовные интрижки. Цзяо Тай, несмотря на все свои достоинства, особым успехом у женщин не пользуется. Большинство его возлюбленных погибают насильственной смертью (как Юсу или Зумурруд), а когда в «Убийстве в Кантоне» его попытались соблазнить две сестры-полуперсиянки, Цзяо Тай оказался стоек. Напротив, старый слуга Хун Лян сопровождал Ди Жэньцзе от самого рождения, является хранителем архива и осуществляет попечение над жёнами и детьми судьи. С ним же судья может поделиться сокровенными мыслями или совсем невероятными гипотезами расследования.

### Стратегия «литературногодежавю»
По мнению исследовательницы Янь Вэй (Гонконгский университет), писатель проводил в своём цикле «стратегию дежавю», которая включает два уровня. Повествование адаптировано для западного читателя, который не знаком со старокитайскими реалиями, но при этом используют стандартные тропы западного детективного жанра. Методы следствия, практикуемые Ди и его помощниками, рациональны. Обязательно используется мотив «роковой женщины», и связанного с нею насилия и сексуальности, характерных и для остросюжетной литературы, и «крутого детектива». На более высоком уровне ван Гулик использовал стандартный «ориенталистский» троп: постоянными героями являются преступники с извращённым половым влечением и стандартизированные чувственно-пассивные восточные женщины. Янь Вэй заключала, что несмотря на то, что серия о судье Ди — это первые на Западе детективные произведения, действие которых происходит в аутентичной культурной обстановке старого Китая, они использовали традиционное для ориентализма восприятие китайцев как носителей женственного, пассивного начала, «вечной загадки».
Такая же стратегия действительна и для восприятия детективов ван Гулика китайской и японской аудиторией. Чувство дежавю вызывается использованием арсенала западной психологии и сексологии для переосмысления традиционного жанра гунъань. Романы ван Гулика сознательно использовали богатую традицию повествований о судье Бао в старых судебных романах. Автор также не скрывал анахронизмов, скрупулёзно отмечая, что воспроизводя детали быта и иллюстрируя собственные произведения, использовал образы династии Мин, а не Тан. Литературовед Артур Инь, воспитанный в сельском Китае 1930-х годов ещё в рамках традиционной культуры, отмечал, что когда он в 36-летнем возрасте прочитал первые произведения о судье Ди, то сразу испытывал чувство узнавания, поскольку «судья Ди вернул мне многое, давно позабытое в детстве».

### Ван Гулик и традиционный жанргунъань
Переводчик и исследователь творчества ван Гулика А. М. Кабанов утверждал, что произведения традиционного жанра судебного романа (кит. 公案, пиньинь gōngàn, палл. гунъань) имели строго определённую стандартную структуру и следовали жёсткому канону. В известном смысле, детективы европейского «Золотого века» тоже были стандартными, укладываясь в формулу: «загадочное преступление (чаще всего убийство) — замкнутое пространство — несколько подозреваемых». Китайские судебные романы и пьесы, особенно много которых было создано в XVII—XIX веках, не носили отчётливо нравоучительного характера, поскольку описываемые судебные дела не являлись преступлениями против общества. Чаще всего описывались преступления против конкретной личности — убийство или изнасилование. Задачей судьи является установление личности преступника и наказания, предусмотренного законом. Судья всегда изображён воплощением чести, неподкупности и порядочности. Личность преступника была представлена читателю с самого начала, включая все сведения о его образе жизни и привычках. Движущей силой сюжета является то, что судья ничего этого не знает, тогда как читатель «подглядывает из-за ширмы»; главная интрига в том, каким именно образом судья добывает по крупицам сведения и раскрывает преступление. В китайских судебных романах широко представлен сверхъестественный элемент: наравне с людьми действуют привидения, оборотни и демоны, они же могут оказаться преступниками, и с этим судье тоже приходится считаться. В романах и пьесах жанра гунъань практически нет деления персонажей на перво- и второстепенных, упоминаются сотни имён, с перечислением семейного и социального статуса, рангов и должностей. Напротив, в западных детективах число персонажей всегда ограничено лицами, непосредственно причастными к преступлению. Кроме того, для китайской публики важны не только детали расследования, но и подробнейшее описание наказания, которое понесёт преступник. Сцены казни выписывались чрезвычайно натуралистично. Особого внимания ни личности судьи, ни психологии преступников традиционный жанр не уделял. При этом китайский судья-детектив оказывался перед дилеммой, неведомой европейскому полицейскому инспектору или частному сыщику: в случае, если обвинение окажется несправедливым, по закону судья сам понесёт то наказание, которое назначил (этим попробовала воспользоваться преступница из романа «Убийства гвоздями»).
Роберт ван Гулик широко пользовался китайскими романами судебного жанра. В романе «Лакированная ширма» судья Ди обнаруживает, что купец Ко был убит собственной женой, а не покончил с собой, бросившись в реку. Когда он застал её с молодым студентом, госпожа Ко ударила мужа вазой, спрятала труп убитого под кровать, а сама велела служанке нарядиться в его костюм и демонстративно прыгнуть в воду. Это было прямым заимствованием из романа «Три дела об обезглавленных неподкупного судьи Бао» (《三現身包龍圖斷冤》). Однако писатель усложнил коллизию: судья Ди обнаружил, что управляющий господина Ко вёл фальшивую отчётность, с чем изначально связывал самоубийство. Заподозрить жену убитого заставил Цзяо Тай, который встретившись с госпожой Ко, принял её за первоклассную куртизанку, и даже провёл с ней ночь; то есть она сама навела на себя подозрение. Как был выявлено Янь Вэй, когда ван Гулик пользовался материалами китайских романов жанра гунъань, как и в случае с его переводом, он отбирал только истории, которые более или менее соответствовали канонам европейского детектива. Он всегда добавлял психологическую мотивировку, а если сохранял сверхъестественный элемент (господину Ко гадатель предсказал его смерть), то только для сохранения антуража и поддержания саспенса, а дело раскрывалось самым рациональным образом. Зная о предсказании, госпожа Ко заставила мужа устроить вечеринку, на которой напоила его мышьяком, а убийство произошло около предсказанного срока.

### Перверсии и патологии

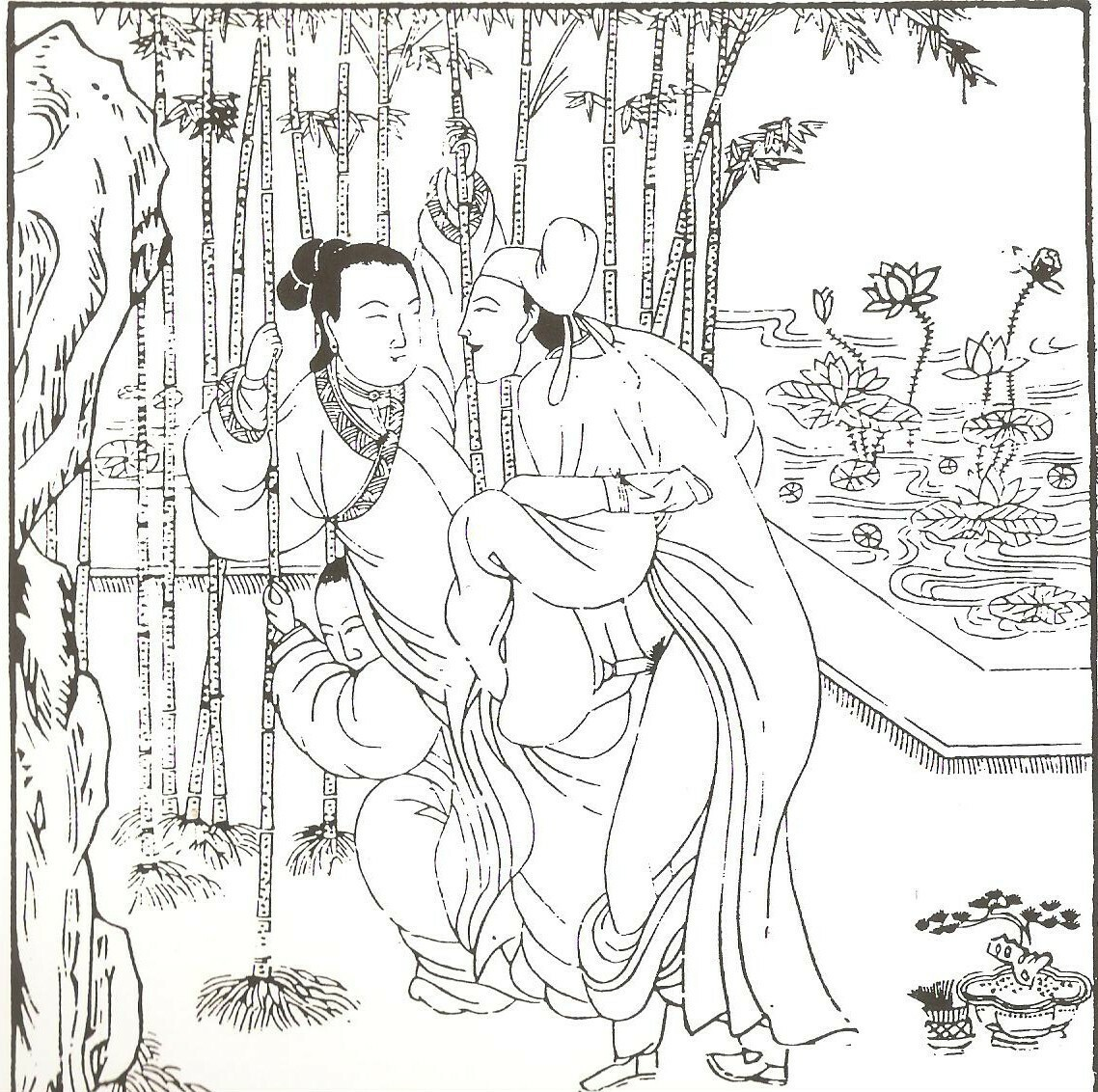
Гравюра из эротического альбома «Разнообразные позиции цветочной битвы», изданного ван Гуликом в 1951 году под названием Erotic colour prints of the Ming period

Большинство преступлений, описываемых в серии о судье Ди, совершены на сексуальной почве. В китайских романах гунъань тоже очень много сексуальных преступлений, главным образом для демонстрации последствий супружеской неверности. Критики романов ван Гулика зачастую указывали, что патологическая сексуальность становилась «навязчивой». Таков антиквар Янь из романа «Императорская жемчужина», чей идеал абсолютной красоты постепенно превратился в неистовое желание обладать женой коллеги Гоу, причём непременно в храме Белой Богини. Невозможность обладать ею (в момент изнасилования женщина сошла с ума), вылилась у Яня в фетишистский садизм. В «Ожерелье и тыкве-горлянке» главный евнух императорского гарема считал Третью Принцессу своей собственностью, и препятствовал её браку с главнокомандующим Каном, для чего разработал интригу с похищением жемчужного ожерелья, в котором она должна была выйти замуж. В этом же романе намекается, что император испытывает к дочери совершенно не родительские чувства (хотя в финале выясняется, что биологически они не связаны друг с другом). В «Убийстве на озере» главный преступник пользуется услугами куртизанки, похожей на его дочь, и когда писал женщине любовные письма, подписывался именем возлюбленного своей дочери. В «Лакированной ширме» магистрат Тэн — нарцисс, даже не способный физически обладать своей прекрасной женой, наделённой поэтическим талантом. Создав себе с женой репутацию «поэтических возлюбленных», он присваивал стихотворения жены и тиранил её, ревнуя таланту, которого был лишён сам. Он даже наблюдал за встречами своей жены с молодым человеком, и был страшно оскорблён, когда госпожу Тэн зарезал глубоко порочный преступник Куньшань, движимый комплексом неполноценности. История Куньшаня подробно рассказана в главе о судебном заседании: некогда он был уродливым юношей, но его соблазнила девица, чтобы надругаться: разбила голову кувшином, а затем её дружки пытали его огнём. Нередок мотив избиения: так, Цзяо Тай вступает в связь с кореянкой Юсу непосредственно после того, как хозяйка публичного дома выпорола её за отказ обслужить клиента.
В романах ван Гулика множество описаний иных навязчивых страстей. Так, в «Убийствах гвоздями» вдова торговца хлопком Лу соблазнила учителя боевых искусств Ланя, испытывала к нему искреннюю страсть, но убила из-за того, что тот заявил о расставании, ибо опасался, что женщина истощит его силы. В «Убийстве в лабиринте» художница госпожа Ли испытывала нездоровое влечение к юным девицам, соблазнила дочь кузнеца Фана по имени Белая Орхидея, и держала её у себя дома несколько недель, всячески пытала, а затем обезглавила. Когда в гости к сестре приехала Чёрная Орхидея, Ли упросила её принять ванну и любовалась обнажённым телом, а затем попробовала взять девушку силой или убить. По мысли Янь Вэй, всё это было следствием интереса ван Гулика-учёного к сексуальным практикам традиционного Китая. В монографии «Сексуальная жизнь Древнего Китая» парафилиям посвящена отдельная глава, где рассматриваются не используемые в детективах мотивы зоофилии и копрофилии. В своих эротологических исследованиях ван Гулик утверждал, что китайская культура была «более здоровой» в сексуальном смысле, чем европейская, содержала менее табуированных областей и не оперировала понятием греховности половой сферы. Тематика сексуальных извращений и иллюстрации с голыми китаянками, вынесенными на обложку, была эффективным маркетинговым ходом, который повышал продажи. Критики, впрочем, отмечали, что сюжеты романов в известном смысле противоречили собственным исследованиям ван Гулика в сфере эротической культуры Китая. Романы о судье Ди в известной степени укрепляли ориенталистский миф о «чувственности и разврате» Востока, свободного от западных табу и ограничений.

## Иллюстрации
Роберт ван Гулик хорошо разбирался в китайском искусстве, был коллекционером живописи и графики. Как китаевед он провозглашал изучение традиционной китайской культуры через образ жизни и круг интересов китайского учёного эпохи Мин, с которой всю жизнь себя отождествлял. Даже свой кабинет он назвал «Павильоном/алтарём почитания династии Мин» (кит. трад. 尊明閣, упр. 𡬭明阁, пиньинь Zūn Míng gé, палл. Цзунь Мин гэ). Круг его интересов включал каллиграфию, резку печатей, традиционную музыку, поэзию и тому подобное. По мере модернизации Китая ван Гулик погружался всё глубже в прошлое, поскольку искренне считал, что китайская цивилизация сопоставима по уровню развития с западной. Это стало основой его личного идеалистического по своей сути просветительского проекта. Своему издателю Хайнеману Роберт ван Гулик разъяснял, что написание произведений «низкого» жанра для него столь же важно, как и научная работа. Синология в понимании учёного была способом «прикоснуться к вечности», но в то же время грозила превратить ван Гулика в «раба фактов», мешая развернуться воображению.
Издавая перевод «Знаменитых дел судьи Ди», он счёл, что несколько оригинальных иллюстраций слишком наивны для западного читателя, и попытался дополнить изобразительный ряд собственными стилизациями в духе книжных гравюр династии Мин. Всего в издание вошло шесть иллюстраций переводчика, что неукоснительно отмечалось в выходных данных. Впрочем, впоследствии ван Гулик считал свою работу несовершенной и не позволил репродуцировать гравюры в немецком переводе. Лучшими он считал свои иллюстрации для «Смерти под колоколом», поскольку отточил стиль на образцах минских изданий «Биографий знаменитых женщин» и «Собрания биографий знаменитых женщин», а также принадлежавших ему эротических альбомов XVII века. Большинство иллюстраций ван Гулика комбинировали его оригинальные идеи и детали, почерпнутые из визуальных первоисточников. Одежду, мебель, стилизацию растений или архитектурные детали автор перерисовывал из китайских оригиналов. В неопубликованной автобиографии Роберт ван Гулик сетовал, что традиционная техника линейной ксилографии не позволяла корректировать огрехи шриховкой, поэтому, чтобы добиться нужного ему результата, приходилось по нескольку раз перерисовывать каждую иллюстрацию. Он работал в традиционной китайской технике тушью на прозрачной бумаге. Собственные эскизы ван Гулика использовались и для оформления цветных обложек, что особо оговаривалось в контрактах с издательствами.

## Адаптации и продолжения

### Переводы
Роберт ван Гулик стремился, чтобы его детективы стали популярными в китайской аудитории. В 1953 году он выпустил «Убийство в лабиринте» в Сингапуре в собственном переводе на китайский язык. Однако известность серии о судье Ди в Китае началась только в 1981 году, когда английскими изданиями занялся аспирант Академии общественных наук КНР Чжао Ихэн, чья статья увидела свет в партийном официозе «Жэньминь жибао». Это совпало с «детективным бумом» на китайском книжном рынке. Первым вышел перевод «Лакированной ширмы» в журнале «Тяньцзинь янчан» (№ 5, 1981), а успешный приём у публики привёл к публикации повестей из сборника «Обезьяна и тигр». До 1986 года произведения ван Гулика печатались четырнадцатью китайскими журналами, а далее последовало множество книжных изданий. В 2006 году Хайнаньское книжное издательство выпустило полное собрание произведений о судье Ди, сгруппированное по внутренней хронологии цикла. Большинство переводов были выполнены двумя специалистами — Чэнь Лайюанем и Ху Мином, которые имитировали стилистику минских и цинских романов. Эротические эпизоды, а также моменты, связанные с «инородцами», особенно уйгурами, в китайских переводах смягчались или элиминировались. Например, корейская проститутка-заговорщица Юсу из романа «Золото Будды» в китайском переводе превратилась в патриотку, которая спасла Цзяо Тая ценой своей жизни. В «Убийстве в лабиринте» также смягчены элементы садизма в поведении главной преступницы.
Хотя «Убийство в лабиринте» увидело свет на японском языке ещё в 1951 году под наблюдением автора (при жизни вышло ещё «Золото Будды» в 1965 году), переводы романов и повестей о судье Ди сделались массовыми только после 1981 года. В XXI веке в японских переводах доступен практически весь цикл детективов.
После 1989 года весь цикл о судье Ди увидел свет в греческих переводах, с 2020 года исключительные права на новый перевод получило издательство Minos Publications. В России и на постсоветском пространстве первые переводы детективов о судье Ди последовали в начале 1990-х годов, и постепенно цикл вышел в полном объёме и постоянно переиздаётся. При жизни ван Гулика голландские издания его романов пользовались устойчивым спросом; переиздания 1970-х годов также распродавались, как полагал Я. ван де Ветеринг, из-за распространения секс-туризма в страны Юго-Восточной Азии. В целом, нидерландские критики признают, что писатель Роберт ван Гулик оказался почти забыт у себя на родине, и более популярен в Европе и США благодаря английским и немецким переводам.

### Комиксы
В 1964 году издательство Swan Features Syndicate предложило превратить цикл детективов о судье Ди в комикс. Для работы был избран художник Фредерик Эрнест Клоземан (1924—1985), который родился в Малайзии и хорошо представлял себе восточные реалии. Автор, сам иллюстрировавший свои романы, лично указывал художнику, как следует изображать персонажей, и учил его традиционному китайскому стилю. Первый выпуск содержал текст в «пузырях», затем формат стал изобразительным с поясняющими подписями. Когда в 1965 году писатель уехал на дипломатическую работу в Японию, адаптацию текстов ван Гулика для формата комикса осуществлял писатель криминальных романов Тон Верстеген. В период 1964—1969 годов комиксы о судье Ди публиковались в нескольких региональных газетах Нидерландов, один рассказ был опубликован в бельгийском журнале «Spirou/Robbedoes». Переводы комикса выходили в Австралии, на Нидерландских Антильских островах, во Франции и Италии. Впрочем, для широкой аудитории тематика была слишком «элитарной», и после 19 выпусков печатание комиксов по романам ван Гулика было прекращено. Полное переиздание всех выпусков осуществило издательство «Boumaar» в 2007 году. В 2000 году переработку комикса Клоземана «Het geheim van het landhuis» (1965) предпринял известный голландский художник комиксов Дик Матена, но это не привело к перезапуску серии.

### Литературные продолжения и переклички
Французский писатель Фредерик Ленорман в 2004 году возобновил серию повестей о судье Ди, которые также выпускались в Португалии, Испании, Италии, Болгарии и Чехии. Серия к 2021 году не была закончена. Сборник десяти рассказов о судье в 2010 году выпустил в свет американский писатель Чжу Сяоди. Существовали и другие адаптации.
Российские китаеведы и писатели-фантасты В. Рыбаков и И. Алимов под псевдонимом «Хольм ван Зайчик» (очевидная отсылка к ван Гулику) создали цикл детективных романов в жанре альтернативной истории. Один из романов цикла называется «Дело Судьи Ди», Судья Ди — имя кота одного из персонажей, данное в честь настоящего судьи, что именуется «изящным поклоном в сторону первоисточника». В романе писателя-фантаста Генри Лайона Олди «Мессия очищает диск» действие происходит в средневековом Китае. Один из главных действующих лиц, государственный чиновник, ведущий расследование — судья Бао по прозванию «Драконова Печать». Его образ в книге создан под явным воздействием персонажа ван Гулика, хотя сам судья Бао является героем многих аутентичных китайских произведений.

### Кино и телевидение
В 1969 году компания «Granada Television» осуществила чёрно-белую телевизионную постановку нескольких сюжетов из детективов ван Гулика. В роли судьи Ди Майкл Гудлиф. Сериал не имел успеха и после выпуска шести эпизодов был прекращён. В 1974 году продюсер Джеральд Айзенберг и сценарист Николас Мейер осуществили цветную телепостановку на основе романа «Монастырь с привидениями». В главной роли — Кай Ди, всех прочих персонажей играли актёры восточноазиатского происхождения: Мако Ивамацу (Дао Гань), О Сунтэк (Кан Идэ), Миико Така (Нефритовое Зеркало), Кей Люк (настоятель Сун Мин), Джеймс Хонг (монах), и другие. Вероятно, предполагалось, что это будет пилотный эпизод к телесериалу, но он не получил высоких рейтингов.
В Китае несколько раз предпринимались телевизионные адаптации сюжетов о судье Ди, но они практически не использовали материала романов ван Гулика. Большой популярностью пользовался сериал «Гениальный сыщик Ди Жэньцзе», поставленный Центральным телевидением Китая в 2003—2008 годах.
Гонконгский режиссёр Цуй Харк в 2010 году поставил фэнтези-боевик «Детектив Ди и тайна Призрачного Пламени», имевший определённый коммерческий успех. В 2013 году был поставлен его приквел «Молодой детектив Ди: Восстание морского дракона», и в 2018 году был выпущен третий фильм «Детектив Ди и четыре Небесных императора». По словам Келли Росс, сюжеты и персонажи этих фильмов не имели ничего общего ни с судьёй Ди романов ван Гулика, ни с историческим Ди Жэньцзе.
С ростом популярности китайских стриминговых сервисов для распространения фильмов и сериалов, в Китае стали выпускать по несколько фильмов о Ди Жэньцзе в год. По состоянию на 2023 год, их количество превышало двадцать.